# Fiat Panda I
Pour les articles homonymes, voir Fiat Panda, Fiat Panda II et Fiat Panda III.
La Fiat Panda I est la première génération de Panda, minicitadine du constructeur automobile italien Fiat. Elle est produite de 1980 à 2003.
Son encombrement et son habitabilité situent la Panda entre les Fiat 126 - Cinquecento et les Fiat 127 - Uno - Punto.
Sa grande notoriété est due à sa robustesse, à sa largeur (lui permettant de passer par les chemins les plus étroits, les voies romaines et les chemins de montagne), à la forme carré de son hayon presque vertical, à sa longévité (23 ans de production), à son faible prix d'achat ainsi qu'à son très faible coût d'entretien. Sa version quatre roues motrices est très prisée en montagne.

## Historique
Le projet a été lancé en 1976, à la demande de Carlo De Benedetti, le CEO de Fiat de l'époque, et confié à la société Italdesign de Giorgetto Giugiaro qui venait de signer la Golf I pour Volkswagen. Les premières esquisses faisaient état du "Projet Zero", pour rappeler l'ancien modèle FIAT des années 1910. Très vite, les stylistes entament, avec le bureau d'études technique Fiat, l'étude détaillée du nouveau modèle. Le bureau d'études Fiat se consacre à la nouvelle plateforme, traction avant, baptisée "Projet 141". Cette plateforme s'est avérée particulièrement complexe pour respecter le scrupuleux cahier des charges imposé par la direction FIAT. Elle devait pouvoir accepter le moteur 2 cylindres refroidis par air de la "Fiat 126" mais également, sans aucune modification, le moteur 4 cylindres refroidis par eau de la "127" et offrir des versions à 3 et 5 portes. Le Projet 141 devait être l'interprétation italienne la plus moderne de la Citroën 2CV ou de la Renault 4L, une voiture simple, robuste, capable de rouler sur des mauvais chemins, avec un large hayon carré presque vertical, facile à utiliser et à entretenir. La future automobile est provisoirement baptisée  Rustica.
La voiture, avec un moteur bicylindre " tout en avant " reprenait parfaitement, presque un demi-siècle plus tard, l'ingénieuse étude conduite par Oreste Lardone (it) qui avait conduit au premier prototype de la Fiat 500 Topolino, en 1931, malheureusement mis de côté sur ordre du sénateur Giovanni Agnelli, à la suite d'un incident mineur survenu pendant la phase de développement. 
Son lancement en production fut considérablement retardé en raison d'un conflit syndical, qui débuta en janvier 1979. Les syndicats ouvriers voulaient forcer FIAT à produire la voiture par les usines de Cassino, Sulmona et Termini Imerese, au centre et au sud de l'Italie plutôt qu'à Turin et Desio (usine Autobianchi). Le conflit dura plusieurs mois et a été marqué par quelques épisodes de violence comme le 10 novembre 1979 avec la destruction de 38 "Panda" de présérie, brûlées à l'intérieur de l'usine de Desio. Fin décembre 1979, un accord a été finalement trouvé qui prévoyait la production de la « Panda » dans l'usine de Termini Imerese, en Sicile et dans l'usine Autobianchi de Desio, à côté de Milan, entraînant le démontage de la ligne de la Fiat 126.
Son nom Panda est le diminutif de Empanada, déesse romaine de l’hospitalité et des voyageurs, et pas du tout le petit ours du même nom des montagnes de Chine qui était très peu connu en Europe à cette époque.
La Fiat Panda mesure 3,38 mètres, tous ses panneaux de carrosserie ainsi que son pare-brise sont plats, ses pare-chocs et toute sa partie latérale basse forment un ensemble recouvert de protections en plastique, et son moteur 4 cylindres en ligne de 903 cm3 de 45ch est repris de la Fiat 127. Présentée en février 1980 et commercialisée immédiatement, la Panda est bien reçue pour son style novateur.
Beaucoup d'éléments contribuent au rôle de « voiture de ville » de la Panda : la banquette arrière peut être rabattue à plat pour en faire un lit rudimentaire ou être enlevée entièrement pour augmenter le volume de chargement. Tous les sièges sont recouverts de tissu démontable pour être lessivés, de même pour le dessous du tableau de bord. Certaines Panda possèdent même un toit en toile pour la transformer en cabriolet.
C'est la première voiture de grande série du groupe Fiat dont l'ingénierie de la carrosserie a été confiée à un prestataire extérieur : l'Italdesign de Giorgetto Giugiaro. En son temps, Giugiaro avait proposé les esquisses du projet à Renault, qui l'a refusé. Il s'est ensuite tourné vers Fiat, à l'été 1976, dont l'éphémère patron Carlo de Benedetti a accepté de développer la voiture. Les premières images de la Panda ont été diffusées fin 1979. Vittorio Ghidella, qui a pris les rênes de Fiat cette même année, détestait la voiture et encore plus le nom Rustica mais, pragmatique, en autorisa la pérennisation en changeant son nom.
En 1983, trois ans après sa sortie de la Panda, en 1983, Fiat sort une version 4 roues motrices, mise au point avec l'autrichien Steyr-Puch, qui n'aura aucun concurrent chez les constructeurs européens. Elle dispose d’une garde au sol relevée, de suspensions et de pneus spécifiques, de bandes de protections latérales, de bavettes et d'un intérieur en simili cuir plus résistant que le tissu.

## Versions
Au cours des 23 années de sa commercialisation, la Panda 1re génération évolue peu, tant en options qu'en versions. Elle a été déclinée en 3 séries : 1980-1985, 1986-1992 et 1992-2003.

### Panda1resérie type ZFA 141 (1980 - 1985)
La Fiat Panda voit le jour au mois de février 1980, avec deux modèles :
- Panda 30 (non commercialisée en France),
- Panda 45.

Pour distinguer les modèles de la 1re série, une seule différence, outre le bruit du moteur, la calandre. Sur la Panda 30, le logo FIAT est à droite, vue de face, sur la Panda 45, il est à gauche.

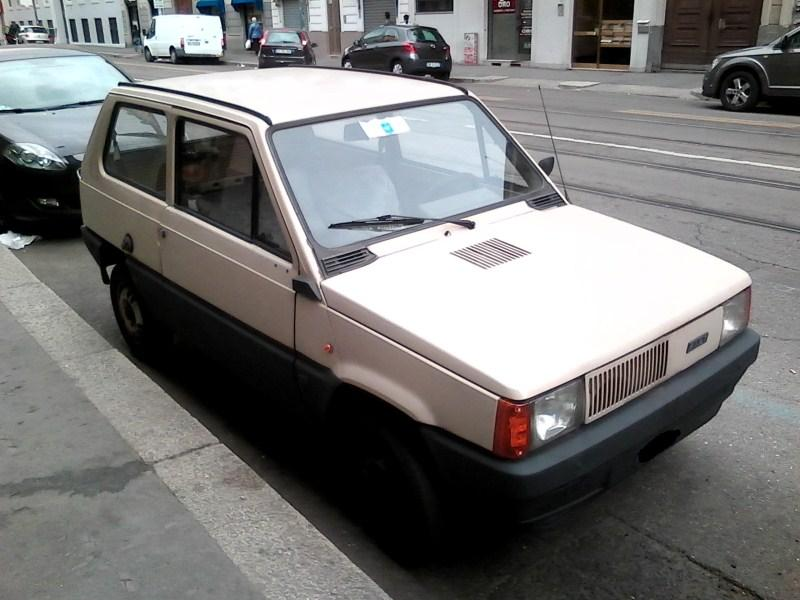
Fiat Panda 30 (vue de face : logo Fiat à droite)
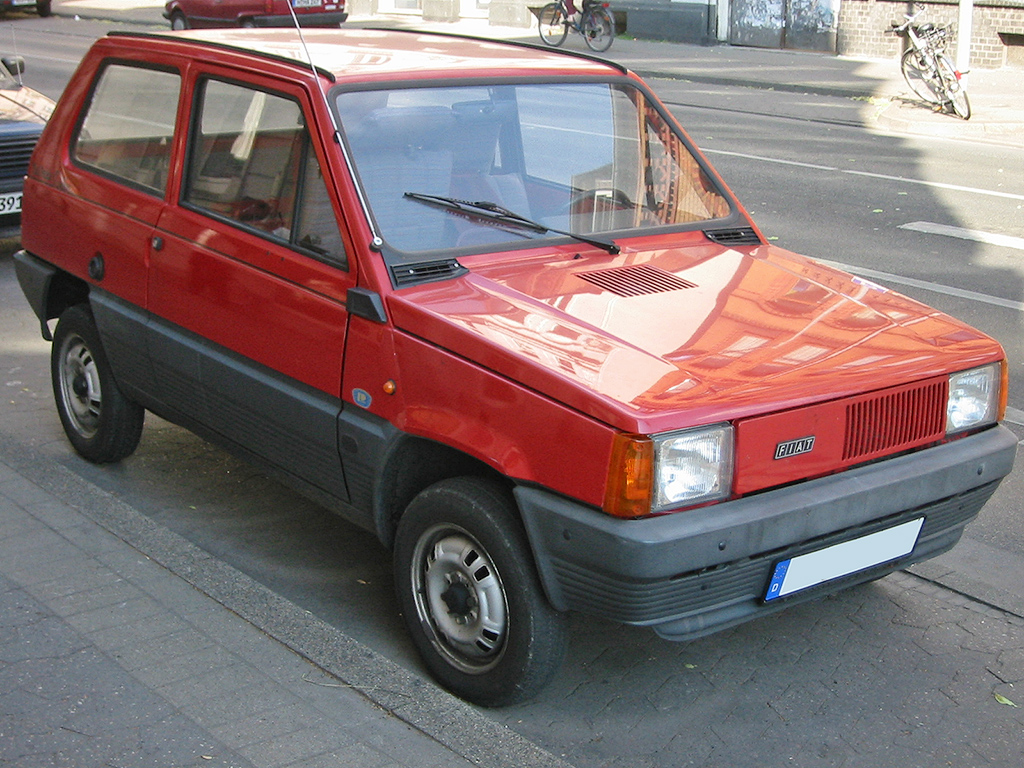
Fiat Panda 45 (vue de face : logo à gauche)

Un an plus tard, la Panda 34, fabriquée par la filiale espagnole, SEAT, est commercialisée par le réseau mondial Fiat.
En septembre 1981, au Salon de Paris 1982, Fiat lance la version Panda 45 découvrable, avec toit en toile. Peu après, Fiat lance la Panda Super qui inaugure la nouvelle calandre Fiat aux 5 barres inclinées, et, en juin 1983, la version 4x4.

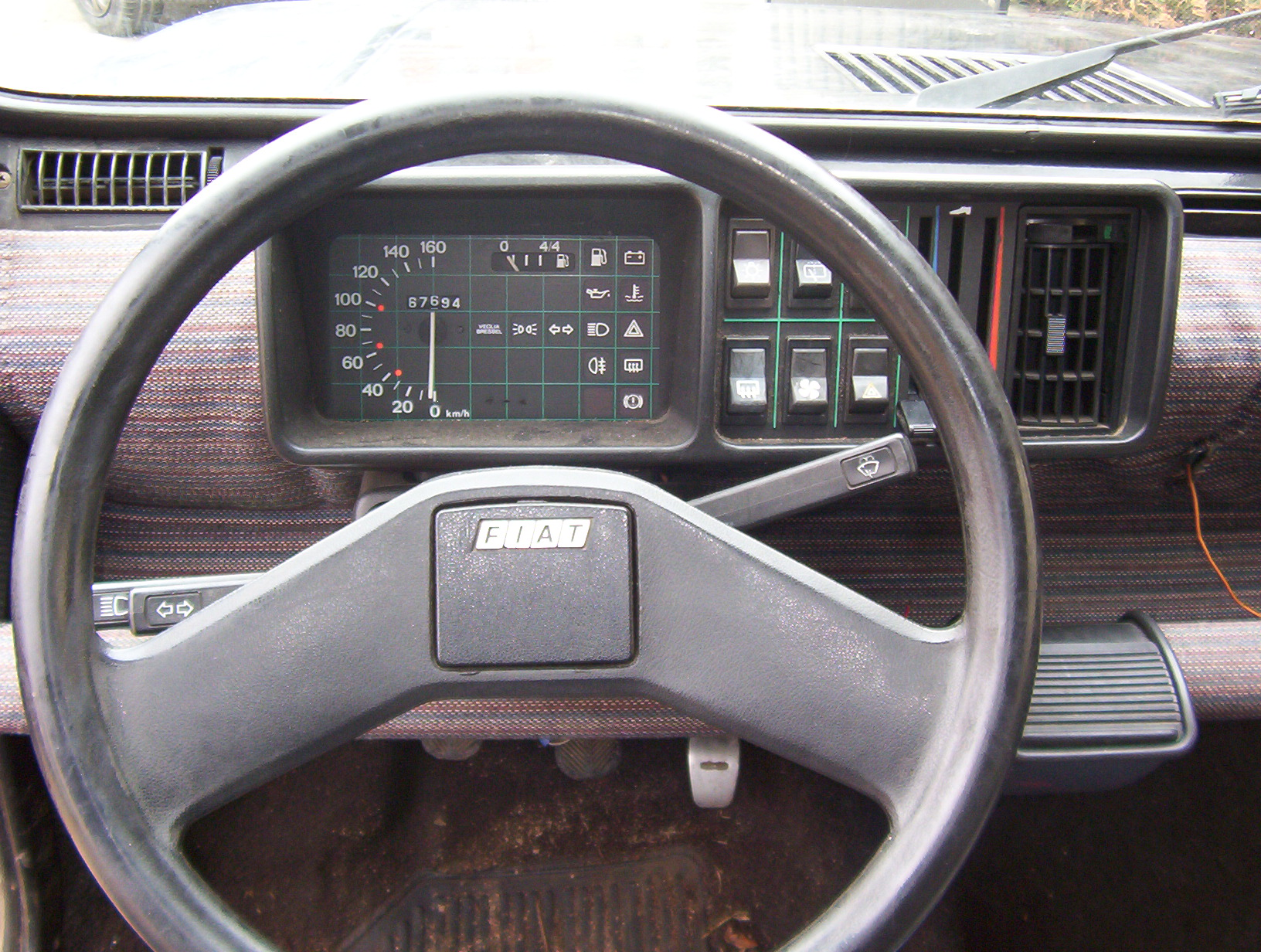
Tableau de bord de la Panda 45
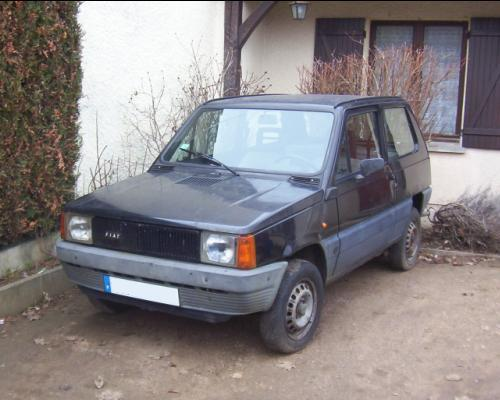
Panda 45 Vue avant
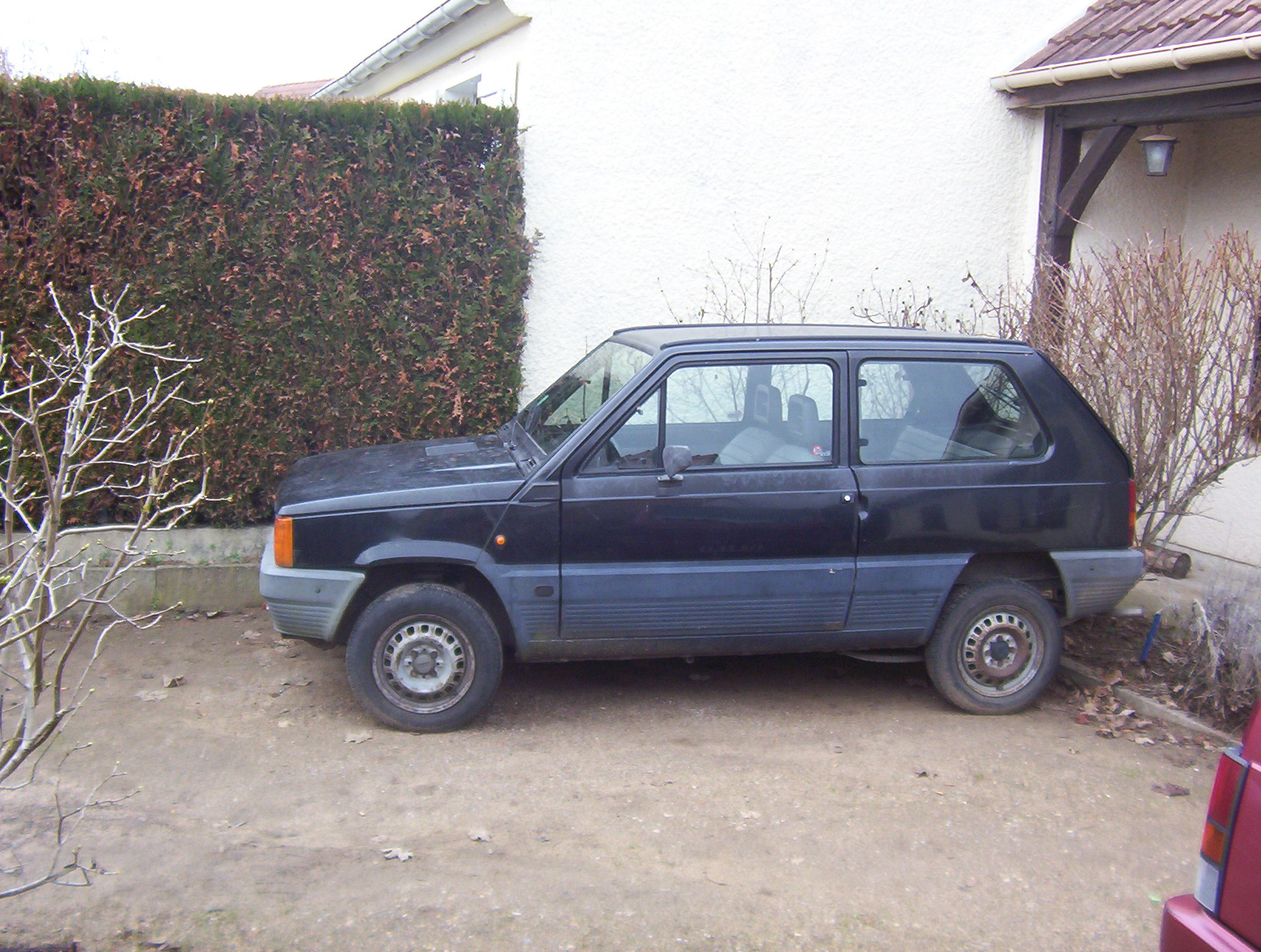
Panda 45 de profil

#### Panda 30
La Panda 30, quasiment réservée au marché italien, n'est pas commercialisée en France, sauf quelques modèles importés en direct par des concessionnaires parisiens, début 1981. Elle est animée par un moteur Fiat type 141A.000 bicylindre, refroidi par air, de 652 cm3, provenant de la Fiat 126.
- 30 ch DIN à 5 500 tr/min ;
- 0 à 100 km/h : 28,1 secondes[8],[9] ;
- Vitesse maxi. : 118 km/h.

#### Panda 34
En 1981, Fiat présente la Panda 34 qui se veut d'entrée de gamme, destinée aux pays où le bicylindre de la Panda 30 était jugé insuffisant. Elle est équipée du moteur 4 cylindres de 843 cm3, développant 34 ch, de l'ancienne Fiat 850, toujours fabriqué en Espagne. Cette version, fabriquée par la filiale espagnole SEAT, était, à l'origine, réservée au marché espagnol mais, pour des raisons fiscales, elle a été essentiellement exportée en Allemagne et en France où la clientèle lui a réservé un accueil très favorable.
- Moteur : Fiat type 100GL6.000 - 843 cm3 (carburateur) ;
- 34 ch DIN à 5 800 tr/min - couple 6 mkg à 2 800 tr/min ;
- Consommation (à 90 km/h / urbaine) : 5,1 / 7,5 l/100 ;
- Vitesse maxi. : 125 km/h.

#### Panda 45
Elle possède un moteur 4 cylindres 903 cm3, dérivé de celui de la Fiat 127. 
- Moteur Fiat type 141A1/1 - 903 cm3 (carburateur) ;
- 45 ch DIN à 5 600 tr/min - couple 6,8 mkg à 3 000 tr/min ;
- Consommation (à 90 km/h / à 120 km/h / urbaine) : 5,1 / 6,9 / 8 l/100 ;
- 0 à 100 km/h : 14,7 secondes[8],[9] ;
- Vitesse maxi. : 138 km/h.

#### Panda Super

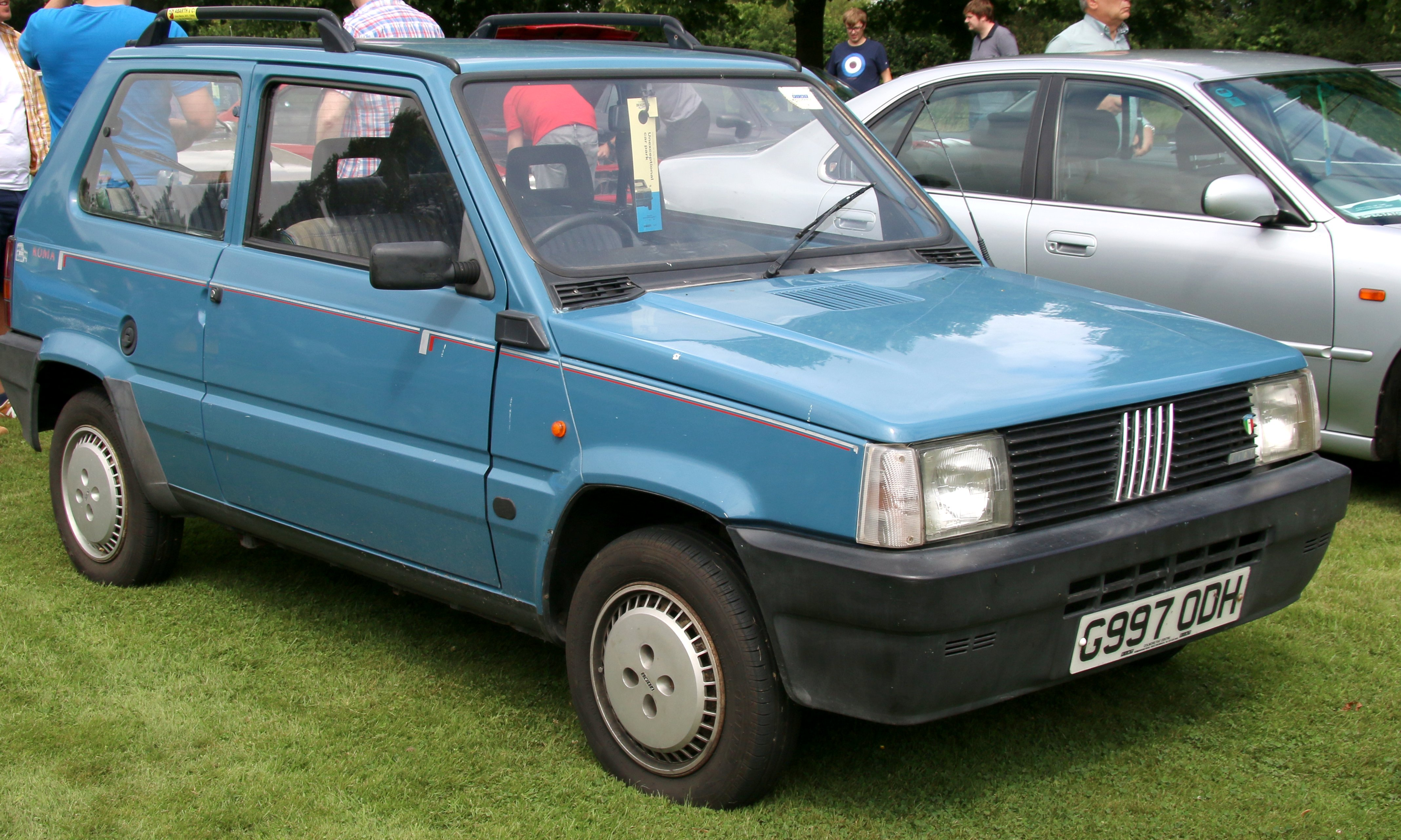
Fiat Panda 45 Super

Au Salon de Paris, en septembre 1982, Fiat lance la Panda 45 Super, une version luxueuse dotée de meilleurs équipements, tels un rétroviseur jour/nuit, des cendriers arrière et une boîte 5 vitesses. La nouvelle calandre inaugure cinq barres chromées obliques et distingue la finition Super des modèles de base avec une calandre métallique. En Italie, la Panda 30 Super est commercialisée à partir de février 1983. La Panda Super dispose des mêmes mécaniques que les modèles 30 et 45 de base.

#### Panda Van & CityVan

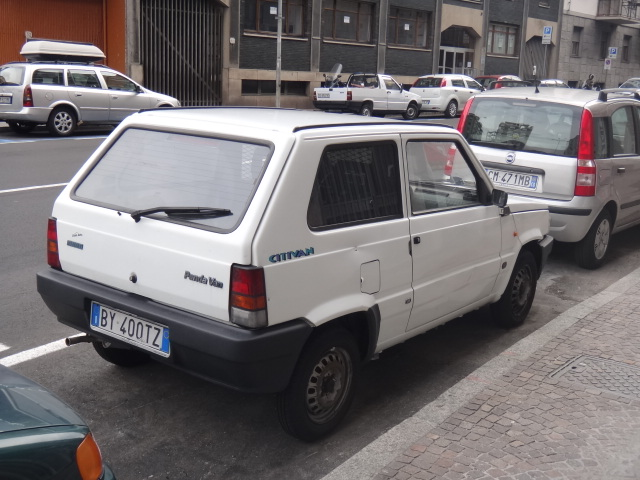
Panda CityVan

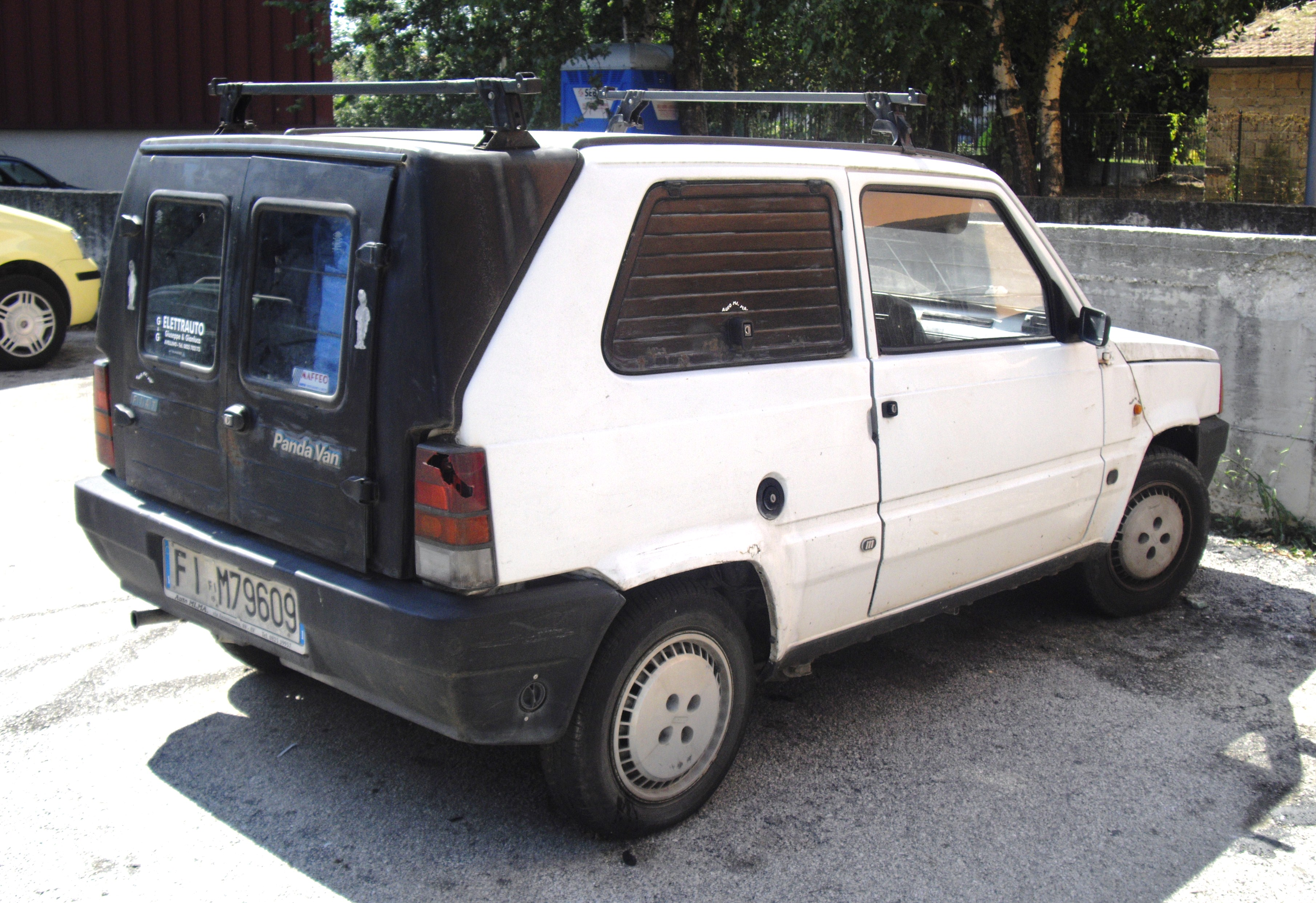
Fiat Panda Van

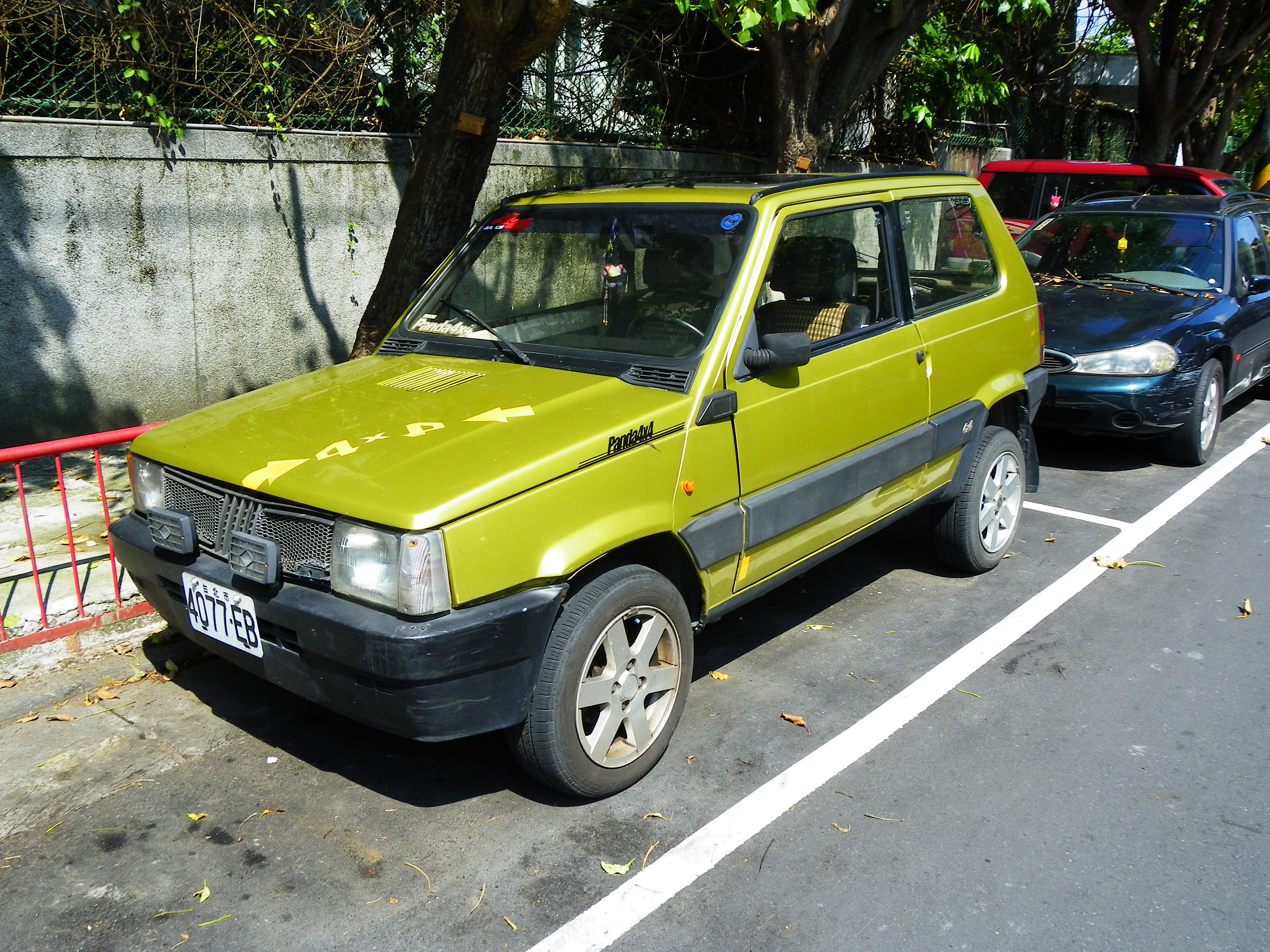
Fiat Panda 4x4 (à Bei, district de Shilin - Taïwan)

En 1982, deux versions utilitaires spéciales sont lancées, l'une étant une simple transformation du modèle de base, la Panda CityVan, l'autre Panda Van, destinée principalement aux services publics italiens : SIP (téléphonie) et ENEL (électricité). La Panda Van, équipée d'une cloison non amovible, est une 2 places, libérant un volume de chargement de 810 dm3. Ce volume a été obtenu grâce à un appendice en matériau synthétique de la même couleur que les pare-chocs qui a remplacé la partie arrière et le hayon, augmentant l'espace en hauteur. L'arrière comporte deux portes vitrées verrouillables. Le modèle est basé sur la Panda 45.

#### Panda 4×4
Au mois de juin 1983, Fiat sort la Panda 4×4. La caisse est identique à la version Super dont elle se différencie par une rehausse de garde au sol de 5 cm, une largeur de pneus portée de 135 à 145 mm et conserve la calandre de la Super. Elle est basée sur le niveau de finition intermédiaire entre la 45 de base et la Super. Son système de quatre roues motrices est développé en collaboration avec l'autrichien Steyr-Puch, marque qui a toujours été très liée à Fiat et qui a même fabriqué des Fiat 500 et des Fiat 126 sous licence. La Panda 4×4 a participé à des compétitions, notamment au Paris-Dakar de 1984, avec, à son bord, la présentatrice Évelyne Dhéliat. Pendant ses vingt ans de carrière, la Panda 4×4 a prouvé son extraordinaire popularité dans les espaces ruraux de toute l'Europe, là où les routes sont souvent sinueuses, à forte pente, mal goudronnées ou des chemins forestiers. La plupart des pays européens possèdent leur propre Club de Panda 4×4. C'est, également, un succès commercial dans les départements montagneux français, où l'on rencontre plus de versions 4×4 que de simples versions citadines. Une livrée spéciale a même été commandée par EDF-GDF et le service des Eaux et Forêts.
- Moteur : Fiat type 112B1.054 (d'origine Autobianchi) - 965 cm3 (carburateur) ;
- Puissance : 48 ch DIN à 5 600 tr/min - couple 70 Nm à 3 500 tr/min ;
- 0 à 100 km/h : 16,6 secondes ;
- Consommation (à 90 km/h / à 120 km/h / urbaine) : 5,9 / 6,9 / 6,9 l/100 ;
- Vitesse maxi. : 135 km/h ;
- Pente maxi. : 43 %.

Une mise à jour de la gamme Panda est présentée au Salon de l'automobile de Turin de 1984, avec l'introduction des finitions L et CL, et toutes les versions bénéficient de la calandre de la Super.
| Modèle                     | Dates       | Moteur type      | Cylindrée (cm³) | Puissance Ch DIN (kW) @ tr/min | Couple maxi N·m @ tr/min | Émissions CO2 g/km | Accélération 0–100 km/h secondes | Vitesse maxi km/h | Consommation l/100 km |
| Moteurs essence Fiat Panda |             |                  |                 |                                |                          |                    |                                  |                   |                       |
| 30                         | 1980 - 1986 | Fiat 141A.000    | 652             | 30 (22) @ 5.500                | 41 @ 3.000               | -                  | 28,1                             | 118               | 5,6                   |
| 34                         | 1980 - 1986 | Fiat 1000GL6.000 | 843             | 35 (26) @ 5.800                | 59 @ 2.800               | -                  | 22,9                             | 128               | 5,8                   |
| 45                         | 1980 - 1986 | Fiat 146A.000    | 903             | 45 (33) @ 5.600                | 65 @ 3.000               | -                  | 14,7                             | 140               | 6,2                   |
| 30 Super                   | 1982 - 1986 | Fiat 141A.000    | 652             | 30 (22) @ 5.500                | 41 @ 3.000               | -                  | 28                               | 120               | 5,5                   |
| 45 Super                   | 1982 - 1986 | Fiat 146A.000    | 903             | 45 (33) @ 5.600                | 65 @ 3.000               | -                  | 14,5                             | 140               | 6,0                   |
| Van                        | 1982 - 1986 | Fiat 146A.000    | 903             | 45 (33) @ 5.600                | 65 @ 3.000               | -                  | 15                               | 140               | 6,2                   |
| 4x4                        | 1983 - 1986 | Fiat 112B1.054   | 965             | 48 (35) @ 5.600                | 69 @ 3.500               | -                  | 16,6                             | 135               | 6,9                   |

### Fiat Panda2esérie type ZFA 141.A (1986 - 1992)

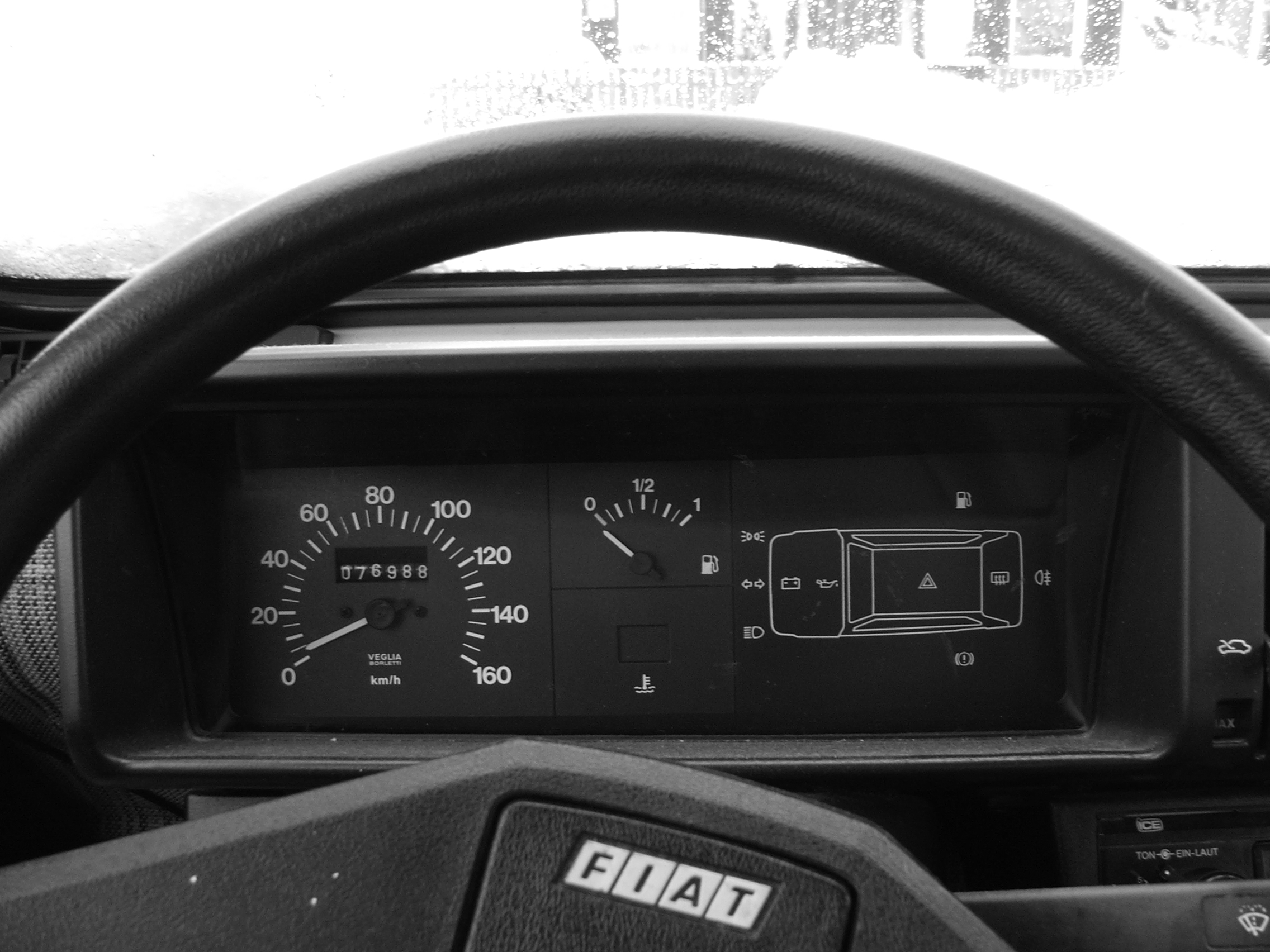
Tableau de bord de la série 2 L et CL

La Panda, deuxième série, apparaît en février 1986. Bien plus qu'un simple restylage, c'est quasiment une refonte complète du modèle, avec de nombreuses modifications intérieures et extérieures, mais, surtout, structurelles. Une version équipée d'un moteur diesel de 1 301 cm3 - 37 ch issu des Fiat 147 et Fiat Uno est proposée sur certains marchés européens, comme l'Italie.
De nombreuses modifications sont apportées :
- à l'intérieur : le tableau de bord est plus large, les nouveaux cadrans sont plus lisibles, nouvelles poignées de portes intérieures et aérateurs ;
- à l'extérieur : les pare-chocs sont plus larges, l'arrière inclut la plaque d'immatriculation, phares et feux sont légèrement retouchés pour être plus enveloppants, la calandre en tôle est remplacée par une calandre en plastique qui arbore en gros le logo Fiat à barres inclinées sur toute la calandre : « ///// », nouveaux rétroviseurs, bas de portière lisses et couleur carrosserie ;
- mécanique : l'ancienne plate-forme, avec suspension arrière à essieu rigide et ressorts à lames, est remplacée par le développement mis au point pour l'Autobianchi Y10, avec une suspension à essieu déformable et ressorts hélicoïdaux, dit essieu Omega. Elle est équipée des nouveaux et très modernes moteurs FIRE 750 et 1 000 cm3 sur les finitions L, CL et S, alors que les 750 S (non importées) et 1 000 S reçoivent une boîte manuelle à 5 vitesses (4 sur les autres).
- finition C : la plus basique : seuls les dossiers des sièges avant basculent.
- finition CL : vitres teintées vert, vitres arrière à compas, enjoliveurs de roue, sièges avant basculants, cabochons de clignotants avant « cristal » (incolores).
- finition S : CL + vitres avant électriques, enjoliveurs de roue spécifiques, rétroviseur droit, bandes de protections latérales, horloge de bord, thermomètre d'eau, volant 4 branches.

#### Panda 750 Fire
- Moteur 769 cm3 (carburateur Weber 32 TLF 11/250), type 156 A 4.000 ;
- 34 ch à 5 250 tr/min, 57 N m à 3 000 tr/min ;
- 0 à 100 km/h : 23 secondes ;
- 400 m D.A. : 21,9 s ; 1 000 m D.A. : 42,2 s ;
- Vitesse maxi. : 125 km/h ;
- Consommation (à 90 km/h / 120 km/h / urbaine) : 4,9 / 6,8 / 7,3 L/100.

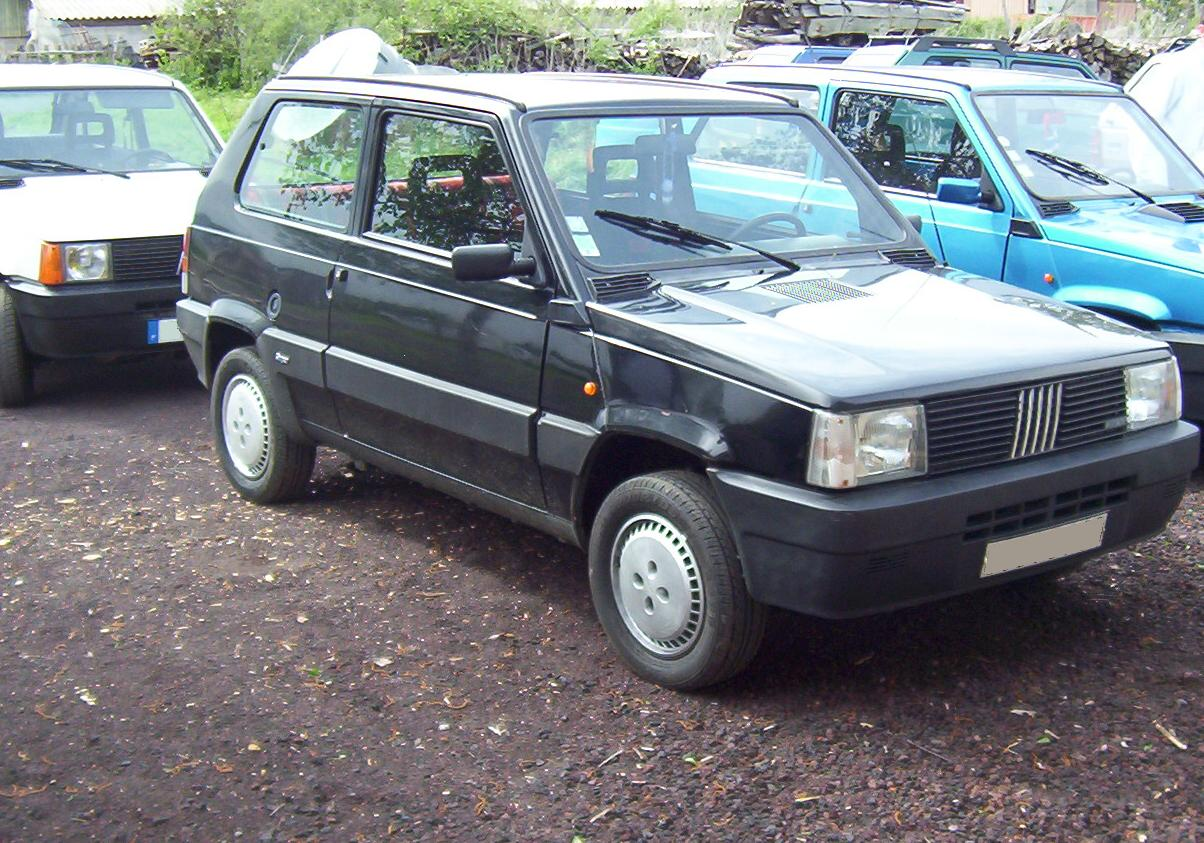
Panda 1000 Super (produite de 1986 à 1991)

#### Panda1 000FIRE
- Moteur 999 cm3 (carburateur Weber 32 TLF 6/250), type 156 A 2.000 ;
- 45 ch à 5 000 tr/min - couple 80 N m à 2 750 tr/min ;
- 0 à 100 km/h : 17,1 secondes ;
- Vitesse maxi. : 140 km/h.

#### Panda Selecta
La Panda Selecta est lancée en janvier 1991, avec l'apparition de la nouvelle gamme Panda. Elle possède une boîte de vitesses automatique, de type ECVT Fuji (transmission à variation continue et embrayage électrique), ce qui ajoute un certain agrément pour une conduite en ville.
- Moteur Fiat type 156A.2000 - 999 cm3 (carburateur Weber 32 TLF 26/351) ;
- 45 ch à 5 000 tr/min - couple 80 N m à 2 750 tr/min ;
- Vitesse maxi. : 140 km/h.
- Moteur : 1 108 cm3 (injection single point Bosch Mono-Jetronic)
- 50 ch à 5 250 tr/min, 8,6 mkg à 3 000 tr/min
- Vitesse maxi. : 140 km/h

#### Panda 4x4
1986 - 1989 :

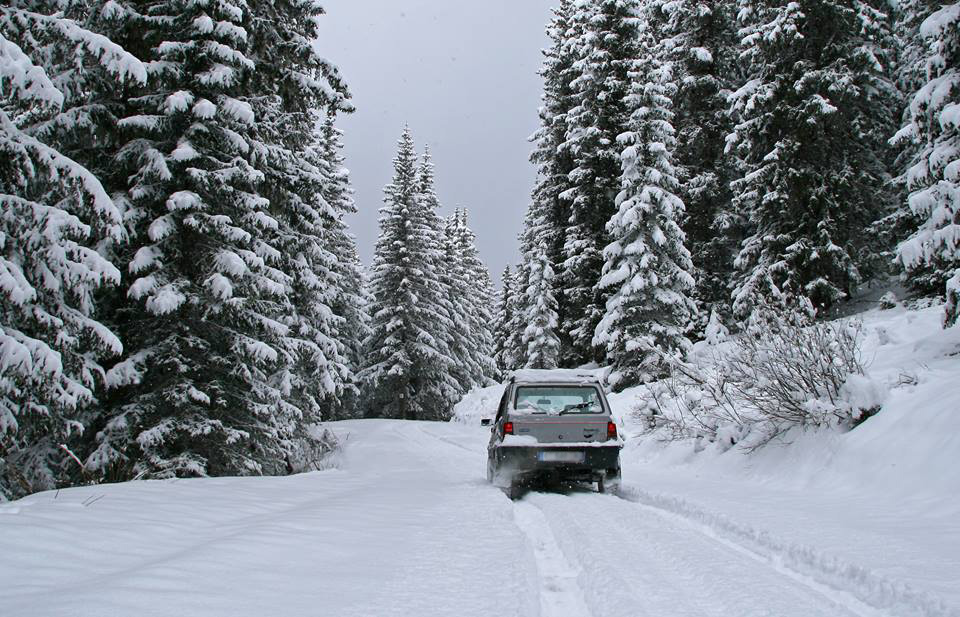
Panda 4x4 1000 dans la neige

- - Moteur 999 cm3 (carburateur Weber 32 TLF 8/250), type 156 A 3.000
  - 50 ch à 5 500 tr/min, 8 mkg à 3 500 tr/min ;
  - Vitesse maxi. : 130 km/h.
- 1989 - 1992 :
  - Moteur : 1 108 cm3 (injection single point Bosch Mono-Jetronic)

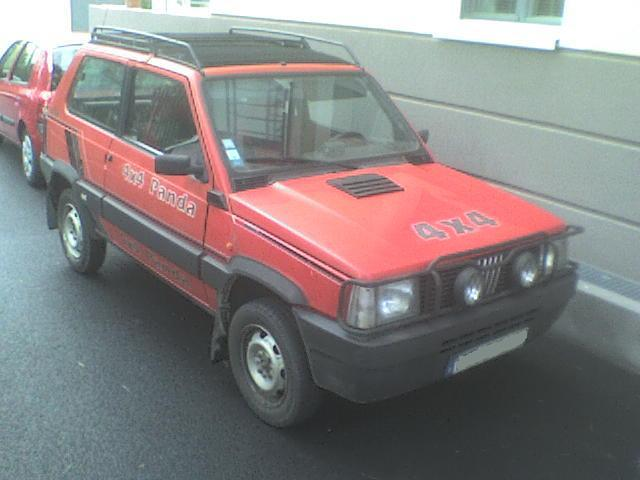
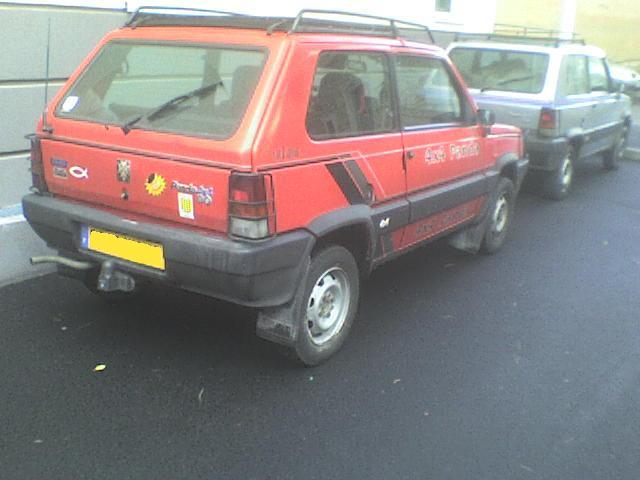
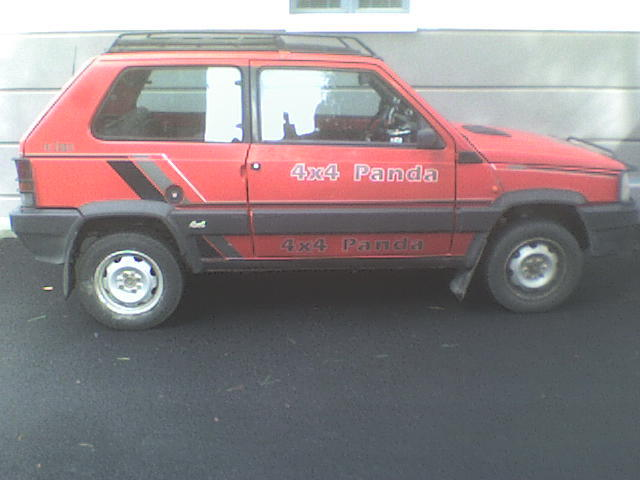

  - 50 ch à 5 250 tr/min, 8,6 mkg à 3 000 tr/min ;
  - Vitesse maxi. : 130 km/h.

#### Panda 750 Young
La Fiat Panda n'a jamais été commercialisée en France.

Modèle d'entrée de gamme de la Panda série 2, équipée du même type de moteur que la précédente mouture (843 et 903 cm3), dans une cylindrée identique à celle du « FIRE » 750, par le biais d'un vilebrequin à course réduite (58 mm).
- Moteur : 769 cm3 (carburateur Weber 32 ICEV 60/250), type 141 B 000 ;

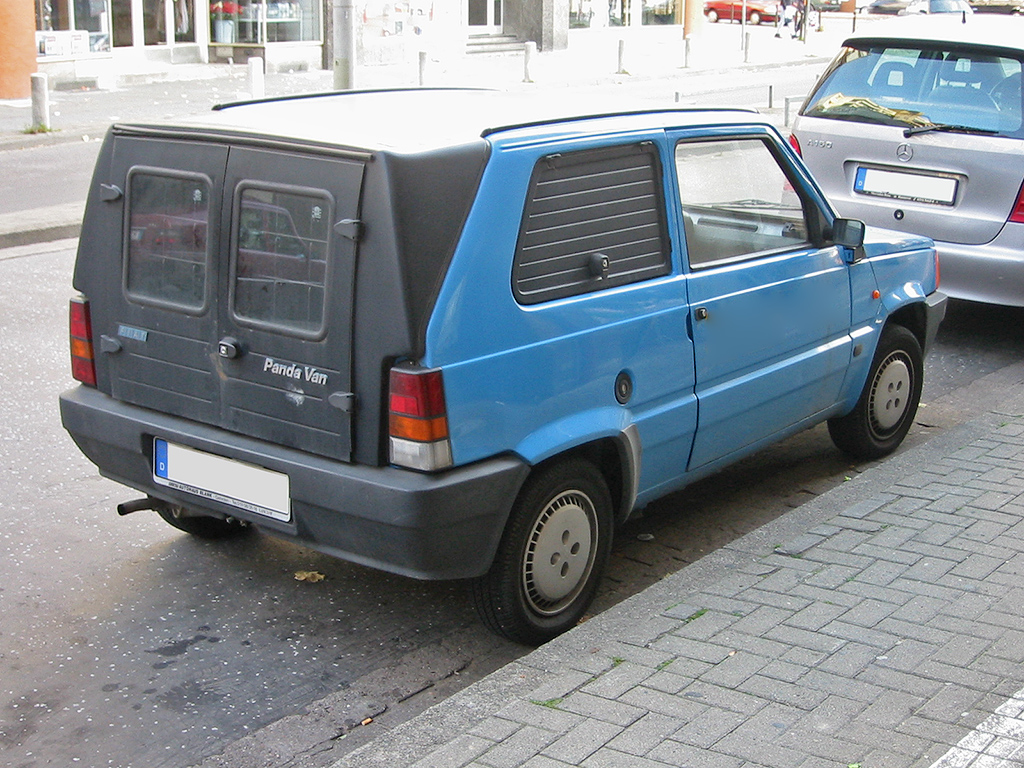
Fiat Panda Van

- 34 ch à 5 250 tr/min - couple 54 N m à 3 000 tr/min ;
- Vitesse maxi. : 125 km/h.

Panda 900 Dance (non commercialisée en France).
Commercialisée de 1989 à 1992.
- Moteur 903 cm3 de la Panda 45 (carburateur Weber 32 ICEV 61/250), type 146 A.048 . Moteur équipant aussi la Seat Marbella ;
- 45 ch à 5 600 tr/min, 67 N m à 3 000 tr/min ;
- Vitesse maxi. : 140 km/h.

#### Panda Van
La Panda a fait l'objet de quelques aménagements particuliers par des carrossiers indépendants, notamment des versions luxueuses ou bénéficiant de finitions particulières. Outre la version à transmission intégrale, elle n'a pas connu de véritable transformation si ce n'est la version Panda Van. À vocation utilitaire, elle ne compte que deux places et bénéficie de deux battants arrière en plastique, au lieu du hayon. De plus, elle peut être équipée de la transmission intégrale (Panda 4x4 Van). Elle est commercialisée à partir de 1986, avec les moteurs 750 cm3 essence et 1 301 cm3 diesel, puis les moteurs essence à injection 899 et 1 108 FIRE. Elle a été utilisée officiellement par les services publics italiens Enel, Telecom Italia ou ANAS (service public d'entretien des routes). Une livrée spéciale a même été commandée en France par EDF-GDF et le service des Eaux et Forêts.

#### Panda Diesel
La Fiat Panda diesel n'a pas été officiellement commercialisée en France.
La version diesel de la Panda a été commercialisée de mars 1986 à juin 1989 avec le moteur diesel atmosphérique 1 301 cm3 de la Fiat Uno. Ce moteur 1.3D a également équipé la Panda Van.
- Moteur : Fiat type 156A5.000 - 1 301 cm3 ;
- 37 ch à 4 000 tr/min - couple 71 N m à 2 500 tr/min ;
- Vitesse maxi. : 130 km/h ;
- 0 à 100 km/h : 22,8 secondes.

#### Fiat Panda Elettra

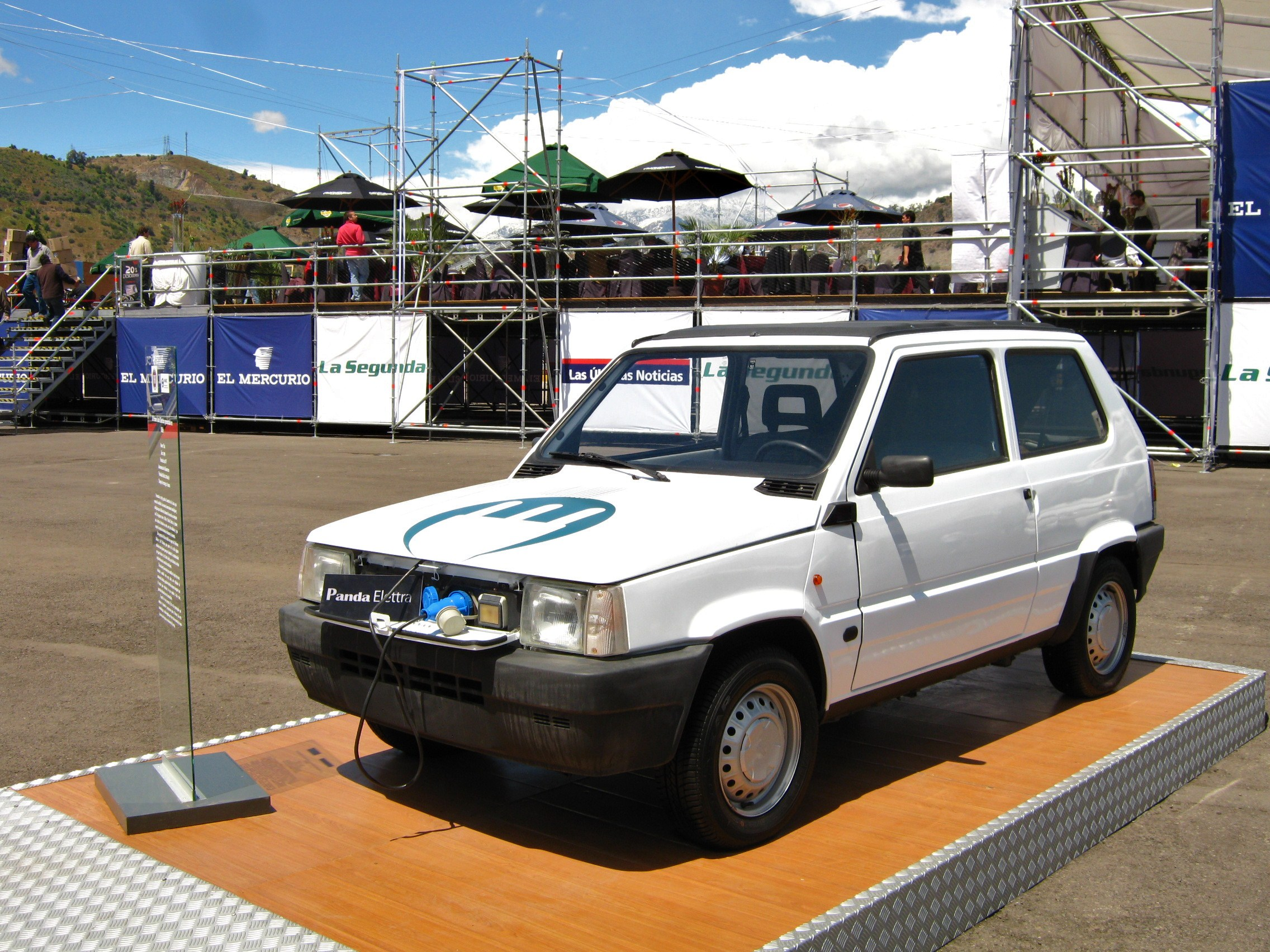
Panda Elettra 1990.

Présentée en février 1990 et commercialisée dès le mois de mars 1990, la version Elettra est équipée d'un moteur électrique TTL 180 C de 12,5 ch DIN (9,2 kW). Homologuée uniquement en 2 places, pour loger les batteries au plomb à l'arrière. La recharge s'opère en 8 heures, sur une simple prise électrique de 220 volts 16 A. Son autonomie dépasse les 100 km à la vitesse de 70 km/h.

#### Fiat Panda 2 - Séries spéciales
À partir de 1989, dans le cadre de la mode de l'époque, Fiat lance plusieurs séries spéciales surtout destinées aux marchés d'exportation :
- janvier 1987 - Panda 4x4 "Sisley",
- mars 1987 - Panda "750 Young",
- mai 1989 - Panda "900 Bella" et "900 Dance",
- octobre 1989 - Panda "750 Shopping",
- janvier 1990 - Panda "750 Fun" et "750 & 1000 Sergio Tacchini",
- mars 1990 - Panda "Young" à l'occasion de la Coupe du Monde de football, Panda "750 Italia 90" et Panda "900 New Dance",
- juin 1990 - Panda "1000 Top Ten", Panda "750 Bianca" et "900 Nera" réservée au marché français,
- octobre 1990 - Panda 4x4 "Trekking",
- mai 1991 - Panda "1000 Estivale", réservée au seul marché français,

| Modèle                       | Dates       | Moteur type    | Cylindrée (cm³) | Puissance Ch DIN (kW) @ tr/min | Couple maxi N·m @ tr/min | Émissions CO2 g/km | Accélération 0–100 km/h secondes | Vitesse maxi km/h | Consommation l/100 km |
| Moteurs essence Fiat Panda   |             |                |                 |                                |                          |                    |                                  |                   |                       |
| 750 FIRE                     | 1986 - 1992 | Fiat 156A4.000 | 769             | 34 (25) @ 5.250                | 57 @ 3.000               | -                  | 23                               | 125               | 5,6                   |
| 750 Young                    | 1987 - 1992 | Fiat 141B.000  | 769             | 34 (25) @ 5.250                | 54 @ 3.000               | -                  | 23                               | 125               | 5,6                   |
| 900                          | 1986 - 1992 | Fiat 146A.000  | 903             | 45 (33) @ 5.600                | 67 @ 3.000               | -                  | 19,1                             | 140               | 6,1                   |
| 1000 FIRE                    | 1986 - 1992 | Fiat 156A2.000 | 999             | 45 (33) à 5.000                | 79 à 2.750               | -                  | 17,1                             | 140               | 5,4                   |
| 1000 FIRE Cat                | 1986 - 1992 | Fiat 156A2.000 | 999             | 45 (33) à 5.250                | 73,5 à 3.250             | -                  | 17,1                             | 140               | 5,4                   |
| 1000 4x4                     | 1986 - 1992 | Fiat 156A3.000 | 999             | 50 (37) @ 5.500                | 78 @ 3.500               | -                  | 18,2                             | 130               | 6,9                   |
| 1100 4x4                     | 1986 - 1992 | Fiat 112B1.054 | 1.108           | 50 (37) @ 5.500                | 84 @ 3.000               | -                  | 18,2                             | 130               | 6,9                   |
| Selecta ECVT                 | 1990 - 1992 | Fiat 156A2.000 | 999             | 45 (33) @ 5.000                | 80 @ 2.750               | -                  |                                  | 140               | 6,3                   |
| 750 Van                      | 1986 - 1992 | Fiat 141B.000  | 769             | 34 (25) @ 5.250                | 57 @ 3.000               | -                  | 23                               | 125               | 5,6                   |
| 900 Van                      | 1986 - 1992 | Fiat 146A.000  | 903             | 45 (33) @ 5.600                | 67 @ 3.000               | -                  | 19,1                             | 140               | 6,1                   |
| 1100 Van                     | 1986 - 1992 | Fiat 112B1.054 | 1.108           | 50 (37) @ 5.500                | 84 @ 3.000               | -                  | 18,2                             | 130               | 6,9                   |
| 1100 Van 4x4                 | 1986 - 1992 | Fiat 112B1.054 | 1.108           | 50 (37) @ 5.500                | 84 @ 3.000               | -                  | 18,2                             | 130               | 6,9                   |
| Moteur diesel Fiat Panda     |             |                |                 |                                |                          |                    |                                  |                   |                       |
| D                            | 1986 - 1989 | Fiat 156A5.000 | 1.301           | 37 (28) @ 4.000                | 70,5 @ 2.500             | -                  | -                                | 130               | 4,8                   |
| 1300 Van                     | 1986 - 1992 | Fiat 156A5.000 | 1.301           | 37 (28) @ 4.000                | 70,5 @ 2.500             | -                  | -                                | 130               | 4,8                   |
| 1300 Van 4x4                 | 1986 - 1992 | Fiat 156A5.000 | 1.301           | 37 (28) @ 4.000                | 70,5 @ 2.500             | -                  | -                                | 125               | 5,1                   |
| Moteur électrique Fiat Panda |             |                |                 |                                |                          |                    |                                  |                   |                       |
| Elettra 1                    | 1990 - 1992 | TTL 180 C      | -               | 12,5/18 (9,4/13,5) @ 2.500     | 65 @ 2.500               | 0                  |                                  | 70                | 0                     |
| Elettra 2                    | 1992 - 1998 | TTL 180 C      | -               | 16,5/24 (12,2/18) @ 2.280      | 71 @ 2.280               | 0                  |                                  | 80                | 0                     |

### Fiat Panda3esérie (1992 - 2003)

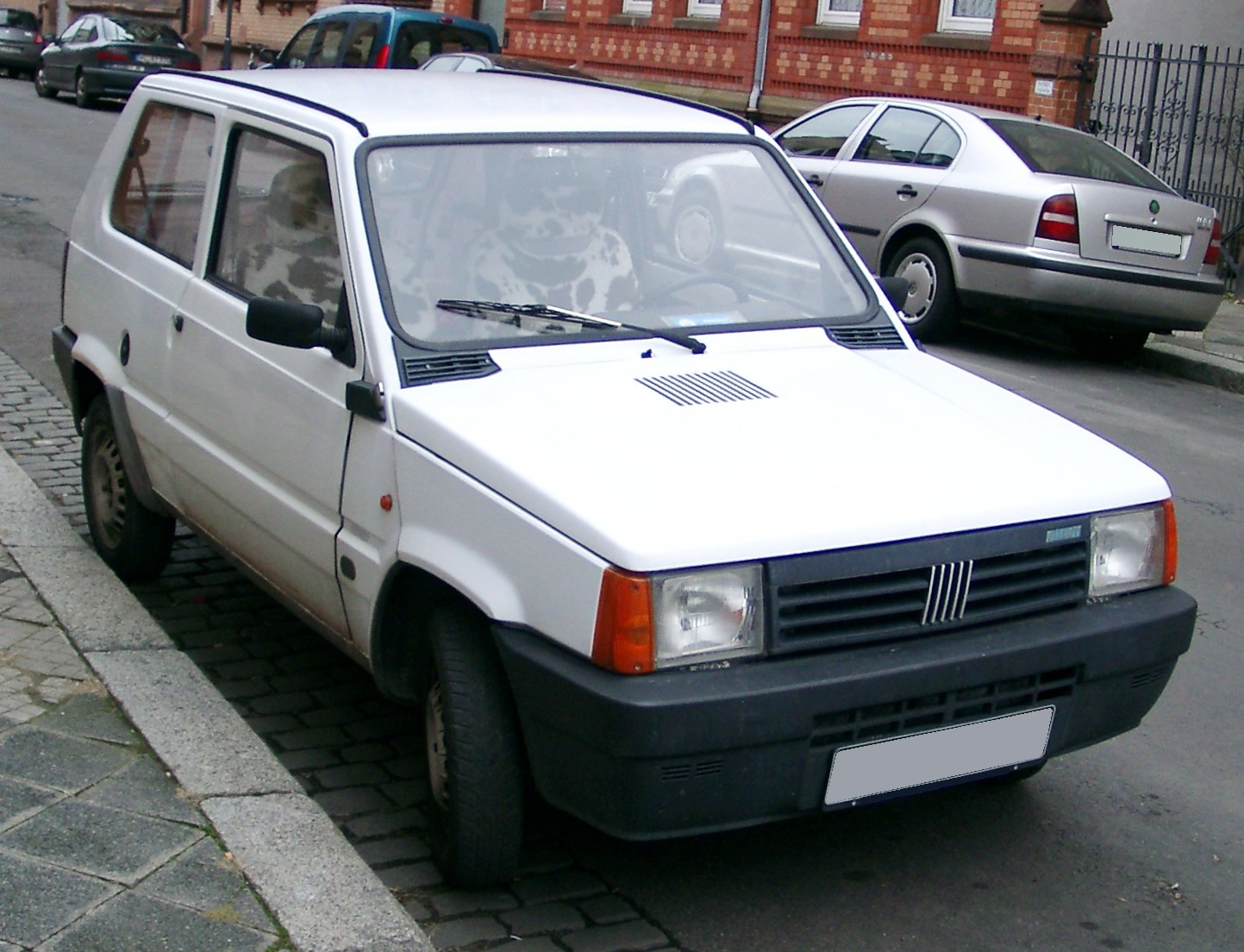
Panda, troisième série

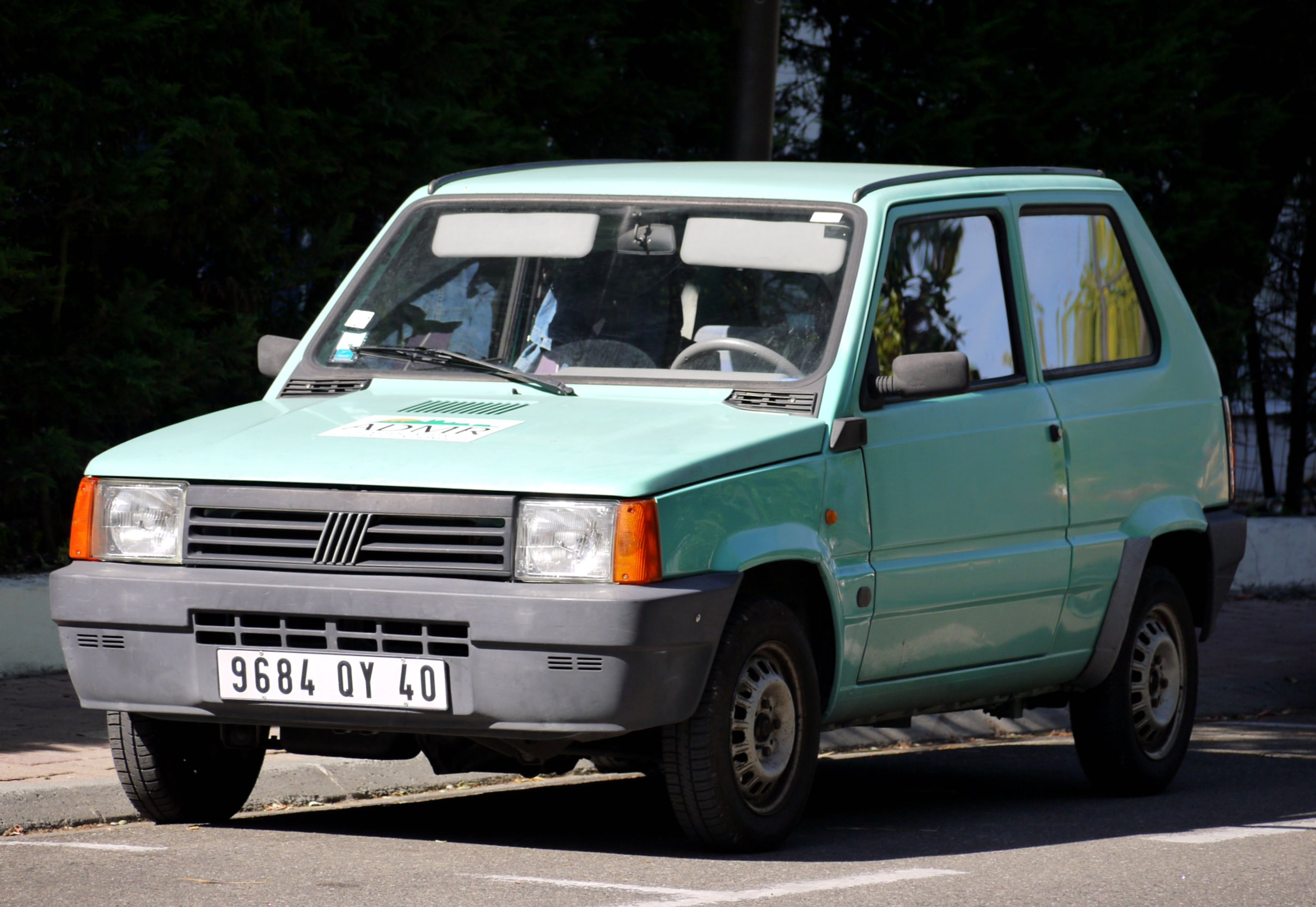
Fiat Panda 3e série

En mai 1991, Fiat présente la nouvelle gamme Panda qui bénéficie d'un léger restyling, reconnaissable à l'extérieur par sa nouvelle calandre, de la même couleur que la carrosserie. Certains appelleront cela simplement restyling, d'autres, au vu des modifications mécaniques, une nouvelle série. 
La nouvelle gamme comporte pas moins de 12 versions équipées de 7 motorisations essence dont 3 moteurs FIRE avec pot catalytique trivalent et sonde lambda. Tous les moteurs sont équipés de l'injection électronique (i.e.). Une nouvelle finition voit le jour, CLX, s'intercalant entre les niveaux CL et Super, offre une boîte de vitesses à 5 rapports et les vitres teintées de série. Cette finition est disponible sur les versions 4x4 à partir de septembre 1991. de avec le seul « FIRE » 1,0 litre, à partir d'octobre 1992, lequel est remplacé par le 0,9 litre, dès janvier 1994, plus silencieux mais moins performant, surtout en reprises. Par ailleurs, le moteur FIRE 1 108 cm3 voit son injection Bosch remplacée par une Weber Marelli, courant 1994, single point (4x4 & Selecta), pour respecter la législation européenne Euro 3, plus stricte en matière de pollution. Doté de l'injection multipoint, il devient l'unique motorisation à partir de juillet 2000.
Au niveau fiscalité, les Panda à boîte manuelle sont des 4 CV, la Selecta une 5 CV et la 4x4 une 6 CV.
À partir de cette période, l'équipement de la version d'entrée de gamme de la Panda devient plus spartiate : la moquette disparaît dans l'habitacle, le volant à deux branches est de retour (contre quatre sur la Super). C'est surtout le modèle de base, la 899 i.e., qui se retrouve la plus dépouillée. Fiat semble plus miser sur la Cinquecento. Pour être maintenue jusqu'en 2003, le seul atout de la Panda demeure son prix record et son bon rapport encombrement/habitabilité.
La version utilitaire Panda Van n'est pas reconduite.

#### Panda 750 Fire
Commercialisée de janvier 1986 jusqu'en octobre 1992 avec le version Base et, à partir de 1987, Young. À la suite de l'imposition du pot catalytique sur les MY 1993, Fiat remplace les Panda 750 par les Panda 900. 
- Moteur Fiat type 156A4.000 / 141B.000 - 769 cm3 (carburateur Weber) ;
- Puissance : 34 ch CEE à 5.250 tr/min - couple : 57 Nm à 3.000 tr/min ;
- Consommation (à 90 km/h et urbaine): 5,0 ; 6,2 l/100 ;
- 0 à 100 km/h : 23 secondes ;
- Vitesse maxi. : 125 km/h.

#### Panda 900 i.e.
Commercialisée de 1992 à 2001, à partir de la disparition de la Panda 750, elle constitue la Panda d'entrée de gamme. Cette version est équipée de l'ancien moteur 903 cm3, redimensionné sous la barre des 900 cm3, en raison de la fiscalité allemande où la Panda détient une importante part de marché. Les versions spéciales s'appellent successivement Café, Colore et Young. Certains équipements disparaissent sur ces modèles, comme le vide-poche dans la portière passager, les vitres arrière entrouvrables, la montre. Une version luxueuse, Jolly apparaît en novembre 1996, dotée de vitre teintées électriques, vitres arrières ouvrables et barres de toit. En août 1998, les prix baissent de 13% et Fiat remplace la version Jolly par la Hobby. Le prix affiché constitue un exploit pour une voiture européenne neuve (39 900 francs en 1995).

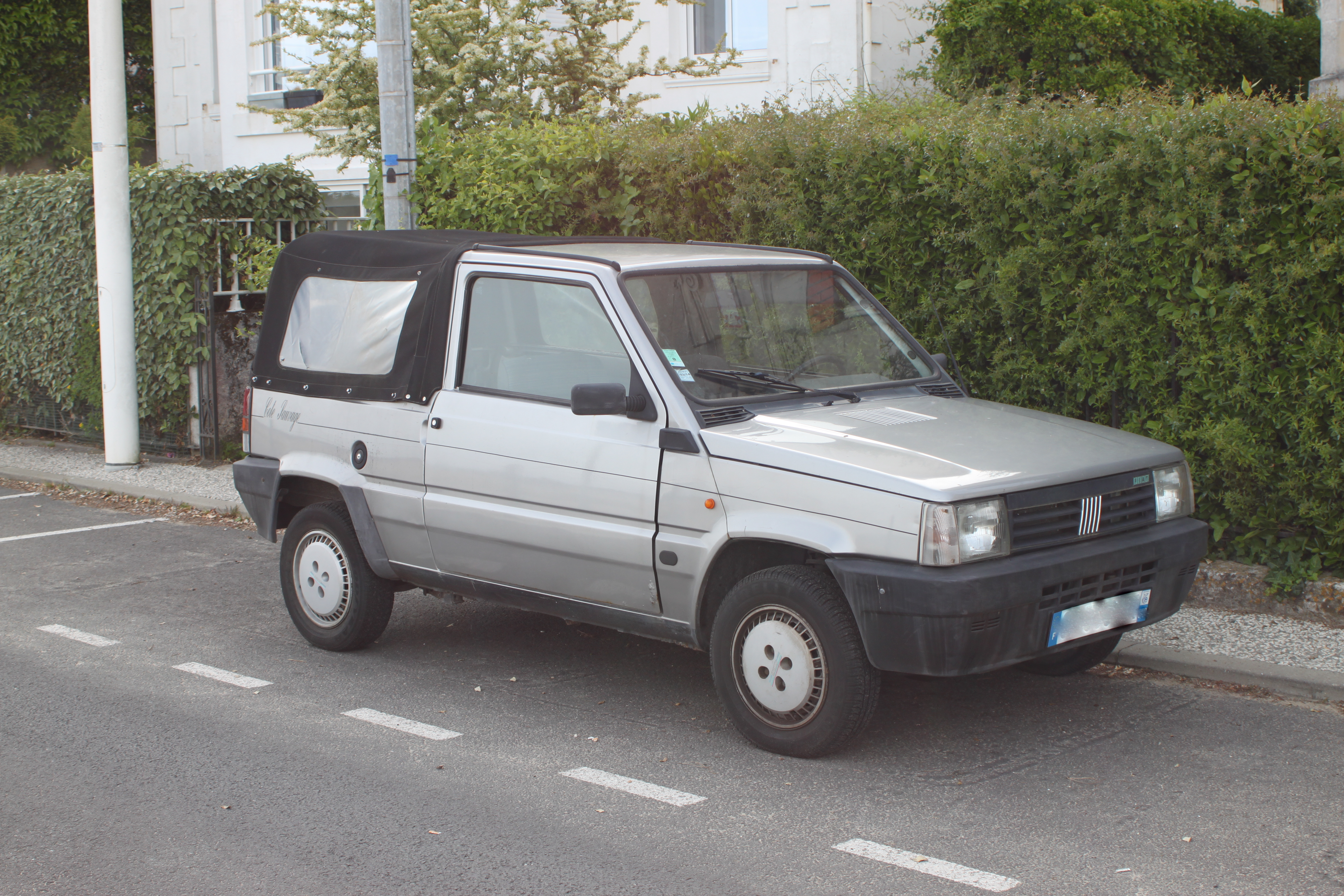
Fiat Panda Côte Sauvage

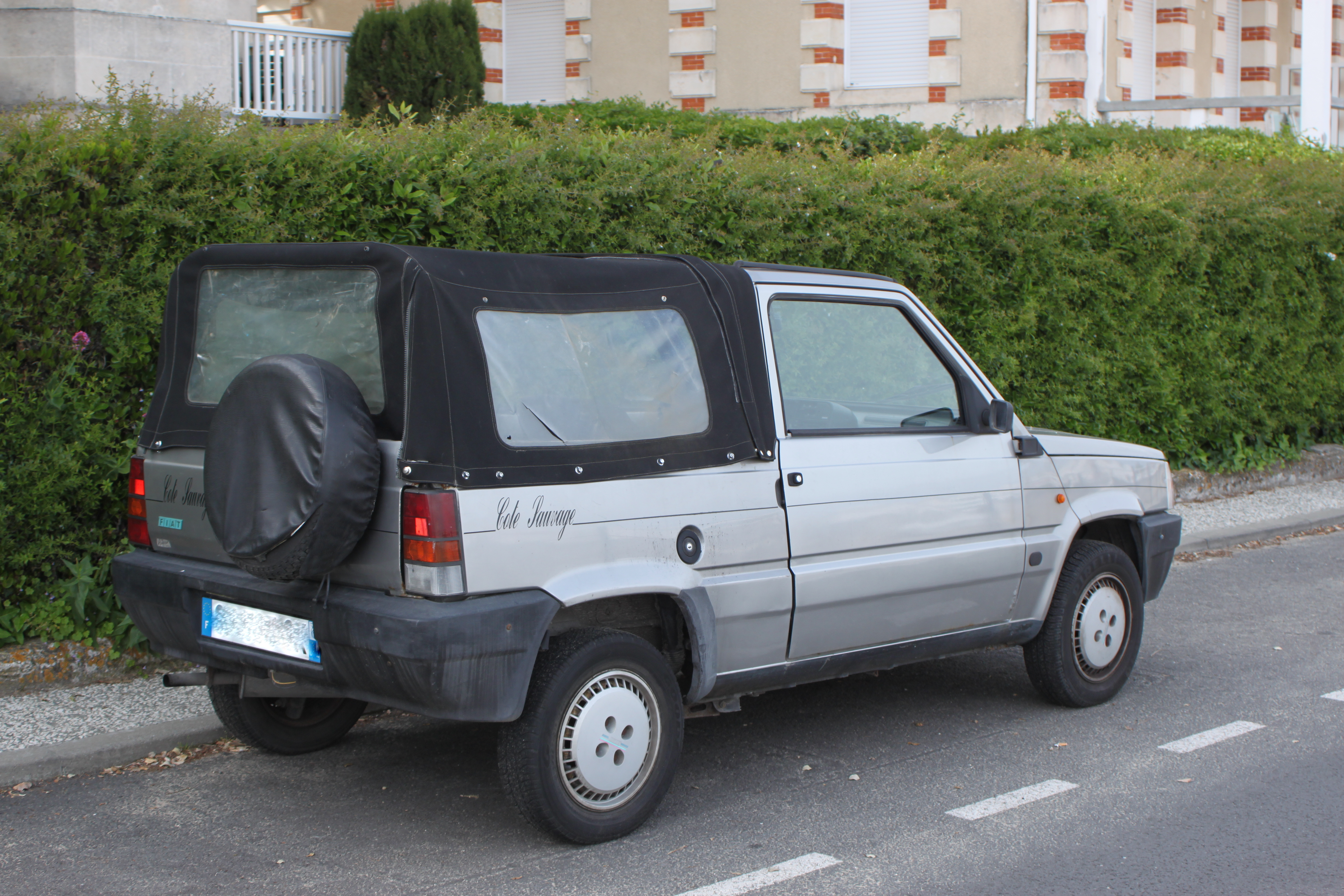
Fiat Panda Côte Sauvage

- Moteurs Fiat type 1170A1.046 - 899 cm3 (injection single point Marelli Digiplex) ;
- 39 chevaux CEE à 5 500 tr/min, 65 N m à 3 000 tr/min ;
- Consommation (à 90 km/h; à 120 km/h; urbaine): 4,8 ; 6,9 ; 6,6 l/100 ;
- 0 à 100 km/h : 18,5 secondes ;
- Vitesse maxi. : 135 km/h ;
- Émissions de CO2 : 161 g/km[12].

Une version spéciale de quelques unités baptisée "Côte Sauvage", créée par Patrick Vallina de la Société RENOCAR Automobiles de Royan (photos ci contre), a été commercialisée avec l'accord de Fiat Auto France, de 1990 à 1993 (dépôt INPI).

#### Panda 1000 i.e. FIRE
- Moteur Fiat type 156A2.246 / 141C2.000 - 999 cm3 (injection SPI Weber Marelli/Idem phase 2),;
- 45 ch à 5 000 tr/min - couple 78,5 N m à 2 750 tr/min ;
- 0 à 100 km/h : 17,1 secondes ;
- Vitesse maxi. : 140 km/h.

#### Panda 1108 i.e. Cat FIRE
C'est sur ce modèle que la Panda deux roues motrices bénéficie des meilleurs équipements, par exemple : vitres teintées électriques, fermeture centralisée, toit ouvrant sur la version CLX, qui deviendra Hobby en 1998.
- Moteurs Fiat type 156C046 / 176B2.000 / 187A1.000 - 1 108 cm3 (injection monopoint-phase 2/multipoint Weber Marelli) ;
- 54 chevaux DIN à 5 500/5 000 tr/min, 86/88 N m à 3 250/2 750 tr/min ;
- 0 à 100 km/h : 17,5 secondes ;
- Vitesse maxi. : 145 km/h.

#### Panda Selecta
Pour ce restylage, elle bénéficie du moteur de la Panda 1108 FIRE.
- Moteurs Fiat type 156C046 / 176B2.000 / 187A1.000 - 1 108 cm3 (injection single point-phase 2/multipoint Marelli Digiplex) ;
- 54 chevaux DIN à 5 500/5 000 tr/min, 86 N m à 2 750 tr/min ;
- Consommation (à 90 km/h ; à 120 km/h ; urbaine): 5,3 ; 7,3 ; 7,7 l/100 ;

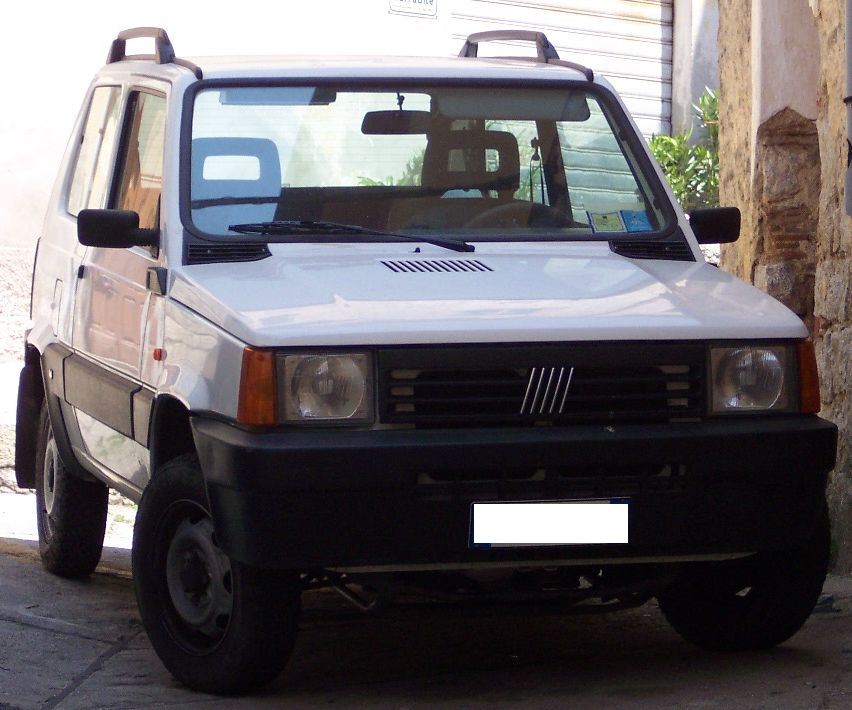
Fiat Panda 4x4

- Vitesse maxi. : 140 km/h ;
- Émissions de CO2 : 158 g/km[12].

#### Panda 1100 i.e Cat 4x4
En 1990, à la suite de la présentation d'une série spéciale consacrée au Salon du 4x4 de Val d'Isère, Fiat a proposé, en France, la Panda version Val d'Isère, équipée, entre autres, d'un inclinomètre, un pare buffle, une galerie de toit et des phares longue portée. La gamme Panda 4x4 comprend les versions suivantes : base, S, Sisley, Piste Noire, Country Club, Trekking et Val d'Isère (réservée au marché français). En 1992, Fiat équipe cette large gamme avec le moteur Fire 1,1 litres de 50 ch. En février 1995, la puissance du moteur est portée à 54 ch. En août 1998, la gamme est réduite à la seule version Trekking, remplacée par la Climbing en avril 2002.
- Moteurs Fiat type 156C046 / 176B2.000 / 187A1.000 - 1 108 cm3 (injection monopoint-phase 2/multipoint Weber Marelli) ;
- 50 chevaux (54 à partir de février 1995) ;
- Consommation (à 90 km/h ; à 120 km/h ; urbaine) : 6,6 ; 8,8 ; 8,4 l/100 ;
- 0 à 100 km/h : 19,5 secondes ;
- Vitesse maxi. : 130 km/h ;
- Émissions de CO2 : 204 g/km[13].

| Modèle                       | Dates       | Moteur type    | Cylindrée (cm3) | Puissance Ch DIN (kW) @ tr/min | Couple maxi N·m @ tr/min | Émissions CO2 g/km | Accélération 0–100 km/h secondes | Vitesse maxi km/h | Consommation l/100 km |  |
| Moteurs essence Fiat Panda   |             |                |                 |                                |                          |                    |                                  |                   |                       |  |
| 750 FIRE                     | 1986 - 1991 | Fiat 156A4.000 | 769             | 34 (25) @ 5.250                | 57 @ 3.000               | -                  | 23                               | 125               | 5,6                   |  |
| 750 Young                    | 1987 - 1991 | Fiat 141B.000  | 769             | 34 (25) @ 5.250                | 54 @ 3.000               | -                  | 23                               | 125               | 5,6                   |  |
| 900 i.e.                     | 1994 - 2000 | Fiat 1170A.046 | 899             | 40 (29 @ 5.500                 | 65 @ 3.000               | 161                | 19,1                             | 135               | 5,4                   |  |
| 1000 FIRE                    | 1994 - 2000 | Fiat 156A2.000 | 999             | 45 (33) à 5.250                | 73,5 à 3.250             | -                  | 17,1                             | 140               | 5,4                   |  |
| 4x4                          | 1992 - 1994 | Fiat 156C.046  | 1.108           | 50 (37) @ 5.250                | 84 @ 3.000               | -                  |                                  | 130               | 6,6                   |  |
| 4x4                          | 1995 - 2004 | Fiat 176B2.000 | 1.108           | 54 (41) @ 5.500                | 88 @ 2.750               | -                  |                                  | 130               | 6,9                   |  |
| 1000 Selecta ECVT            | 1991 - 1994 | Fiat 156A2.000 | 999             | 45 (33) @ 5.000                | 80 @ 2.750               | -                  |                                  | 140               | 6,3                   |  |
| 1100 i.e. Selecta            | 1995 - 1999 | Fiat 176B2.000 | 1.108           | 54 (41) @ 5.500                | 86 @ 3.250               | -                  |                                  | 140               | 5,8                   |  |
| Moteur électrique Fiat Panda |             |                |                 |                                |                          |                    |                                  |                   |                       |  |
| Elettra 1                    | 1990 - 1992 | TTL 180 C      | -               | 12,5/18 (9,4/13,5) @ 2.500     | 65 @ 2.500               | 0                  |                                  | 70                | 0                     |  |
| Elettra 2                    | 1992 - 1998 | TTL 180 C      | -               | 16,5/24 (12,2/18) @ 2.280      | 71 @ 2.280               | 0                  |                                  | 80                | 0                     |  |

#### Les versions spéciales
La liste des séries spéciales se poursuit avec les versions :
- mars 1992 - 750 Perfect pour le seul marché français,
- avril 1992 - 750 Fire & 900 i.e. Cat. Fire Café,
- mai 1992 - 750 Fire Estivale pour le marché français,
- juin 1992 - 1000 i.e. Fire Pop pour le marché français,
- septembre 1992 - 900 Regimental,
- juin 1993 - 1000 i.e Fire Bluebay, Brio et Malicia, pour le marché français.

## Modèles dérivés

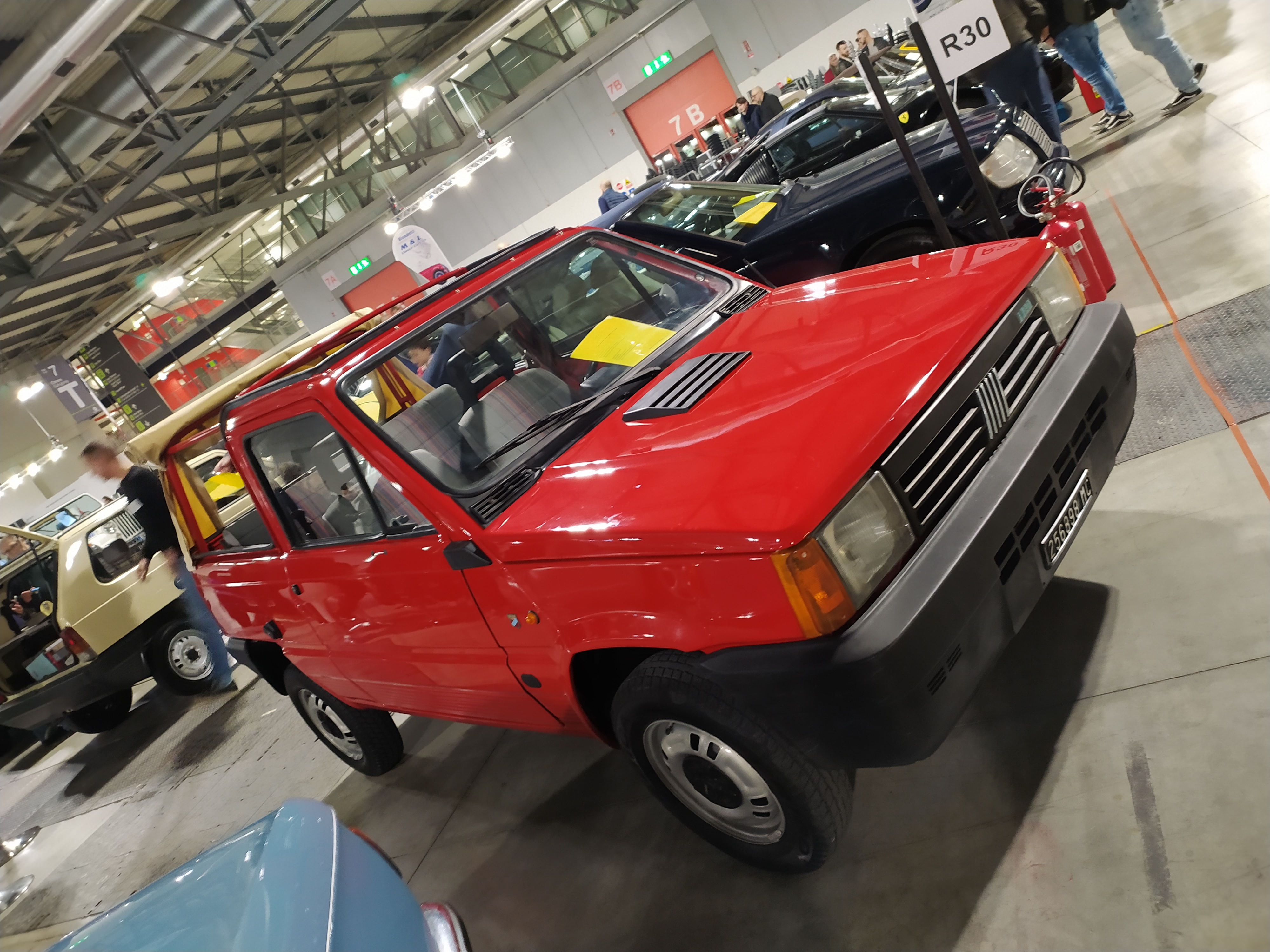
Fiat Moretti Panda Rock

Comme très souvent en Italie, les carrossiers réalisent des variantes sur les modèles Fiat. Ce fut le cas du petit constructeur et carrossier Moretti, qui réalisa une variante « voiture de plage » de la Fiat Panda : la Panda Rock.
Dans le très vaste monde des automobiles italiennes, le segment des Spiaggine « voitures de plage » est incontournable. Ce sont de petites voitures souvent sans toit ni portes qui permettent de profiter du climat favorable de la péninsule lors des balades, de rouler les cheveux au vent… , des voitures idéales sur les lieux de villégiature, pour se promener en bord de plage. C’est en Italie que ce type d’automobile est né, aidé par la multitude d’artisans carrossiers qui ont su transformer les nombreuses petites voitures présentes sur le marché, dont Fiat a toujours été le spécialiste. Le géant Fiat n'a jamais fabriqué directement ce type de véhicule aux volumes de production limités. Il s'est toujours contenté de fournir aux carrossiers spécialisés les éléments nécessaires, allant de la plate-forme motorisée jusqu'à la structure complète de la voiture sans la peau extérieure de la carrosserie.
Pour réaliser la Fiat Panda Rock, la Carrozzeria Moretti a utilisé le modèle Fiat Panda d'origine et a modifié la partie après le montant central de la portière et a découpé le toit. C'est une des dernières réalisations de Moretti qui avait, auparavant, réalisé les Spiaggine Fiat 500 & 126 Moretti Minimaxi et Fiat 127 Moretti Midimaxi.

## Fiabilité
La rusticité de la Panda I fait qu'elle est très peu sujette aux rappels ou défauts de fiabilité. Malgré cela :
- de manière générale, les Panda série 1 (jusqu'en 1986) sont sensibles à la corrosion, et même de la rouille perforante[15] ;
- une faiblesse du joint de culasse[14], pour les Panda 899 (de 1992 à 2001), et qui a aussi touché quelques rares Fiat Punto ;
- des Panda Selecta ont connu des avaries au niveau de la boîte automatique CVT[14].

## Sa fin de carrière

### Les dernières années de la Panda
La fabrication de la Fiat Panda est maintenue jusqu'en septembre 2003 en raison de son succès permanent dans tous les pays d'Europe. En Italie, plus de vingt ans après ses débuts commerciaux, elle pointait toujours à la deuxième place générale des ventes (derrière la Punto). Sa production dépasse les 5,5 millions d'exemplaires. C'est une des rares Fiat des temps modernes à n'être jamais fabriquée ailleurs qu'en Italie et en Espagne. Exportée sur tous les continents, elle est très à la mode au Japon. La Panda première génération a attendu 23 ans avant d'avoir une descendante. La fabrication de cette Panda s'arrête après 4 491 349 exemplaires construits en Italie et 1 059 589 en Espagne, soit un total de 5 550 938 exemplaires.

## Les sœurs jumelles:Seat Panda & Marbella

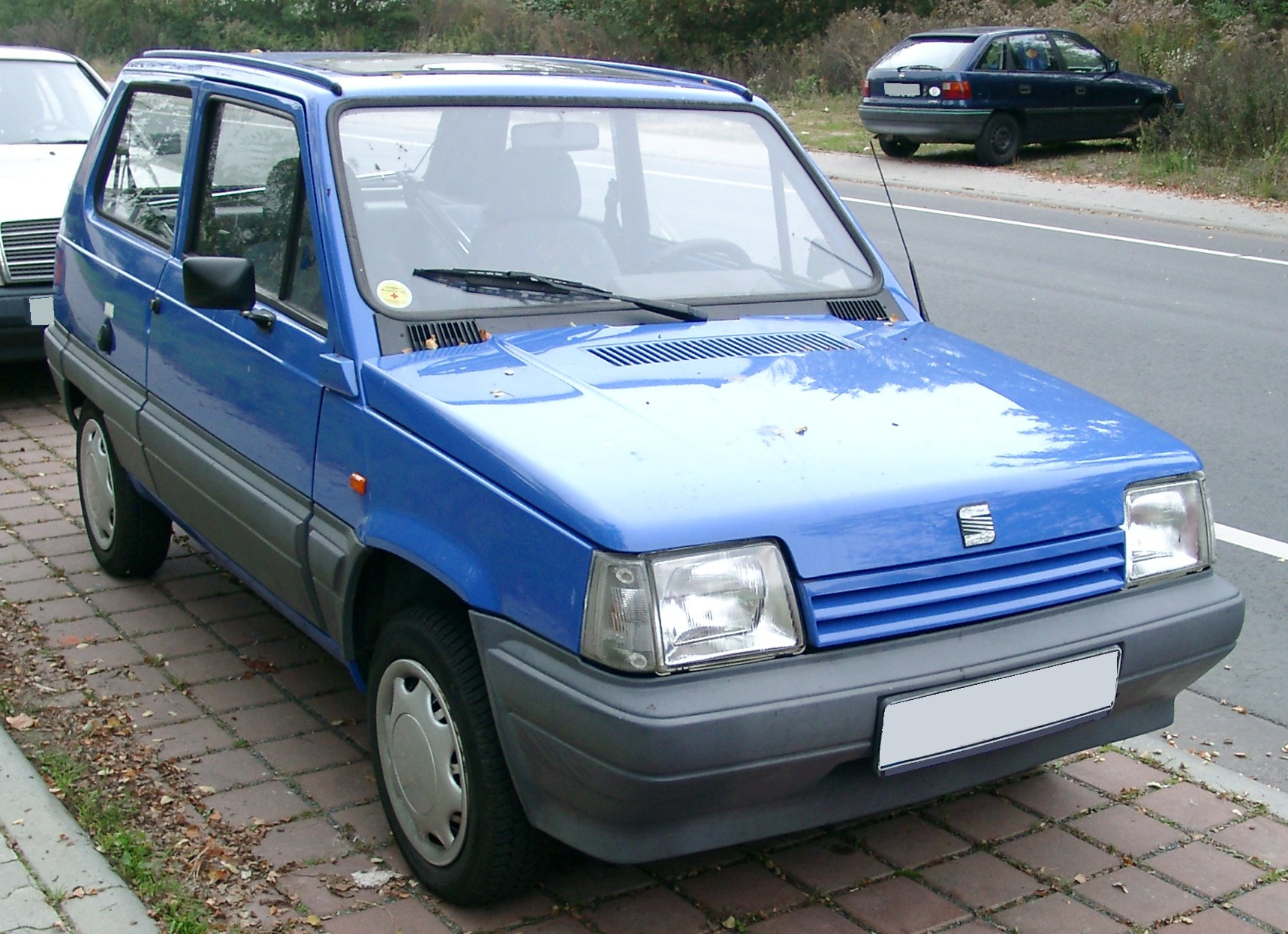
Seat Marbella

La firme espagnole SEAT, quand elle est filiale de Fiat Auto, a fabriqué, sous licence, la Fiat Panda pour le marché ibérique, avec notamment une version Fiat Panda 34, reprenant l'ancien moteur de la Seat/Fiat 850. Ce modèle a beaucoup été exporté en France et en Allemagne, notamment pour des raisons fiscales. Il n'y a pas de conception propre à SEAT, qui se contente seulement de fabriquer sous licence les produits Fiat et d'adapter quelques versions à carrosserie spécifique comme, dans un passé ancien, les Fiat 600/800 à 4 portes (version qui n'a jamais existée au catalogue Fiat Italie) et Fiat 127 à 5 portes. C'est pour cela qu'il existe un modèle SEAT Panda, produit sous licence entre 1980 et 1986.
Lorsque Fiat Auto S.p.A. cesse ses rapports avec l'État espagnol et SEAT et décide de vendre sa participation (67 % du capital), le constructeur espagnol doit apporter des retouches au modèle de base italien et le baptise "Marbella", afin d'éviter d'être poursuivi par Fiat pour contrefaçon, comme c'est le cas pour la Fiat 127 devenue Seat Fura et la Fiat Ritmo devenue Seat Ronda.
Fiat présente la seconde génération de Panda, avec une suspension entièrement revue équipée des nouveaux moteurs FIRE, ce qui n'est pas le cas chez SEAT, qui garde plus de 10 ans l'ancien modèle à son catalogue, avec les anciens moteurs Fiat, malgré son intégration dans le groupe Volkswagen.

## Succession

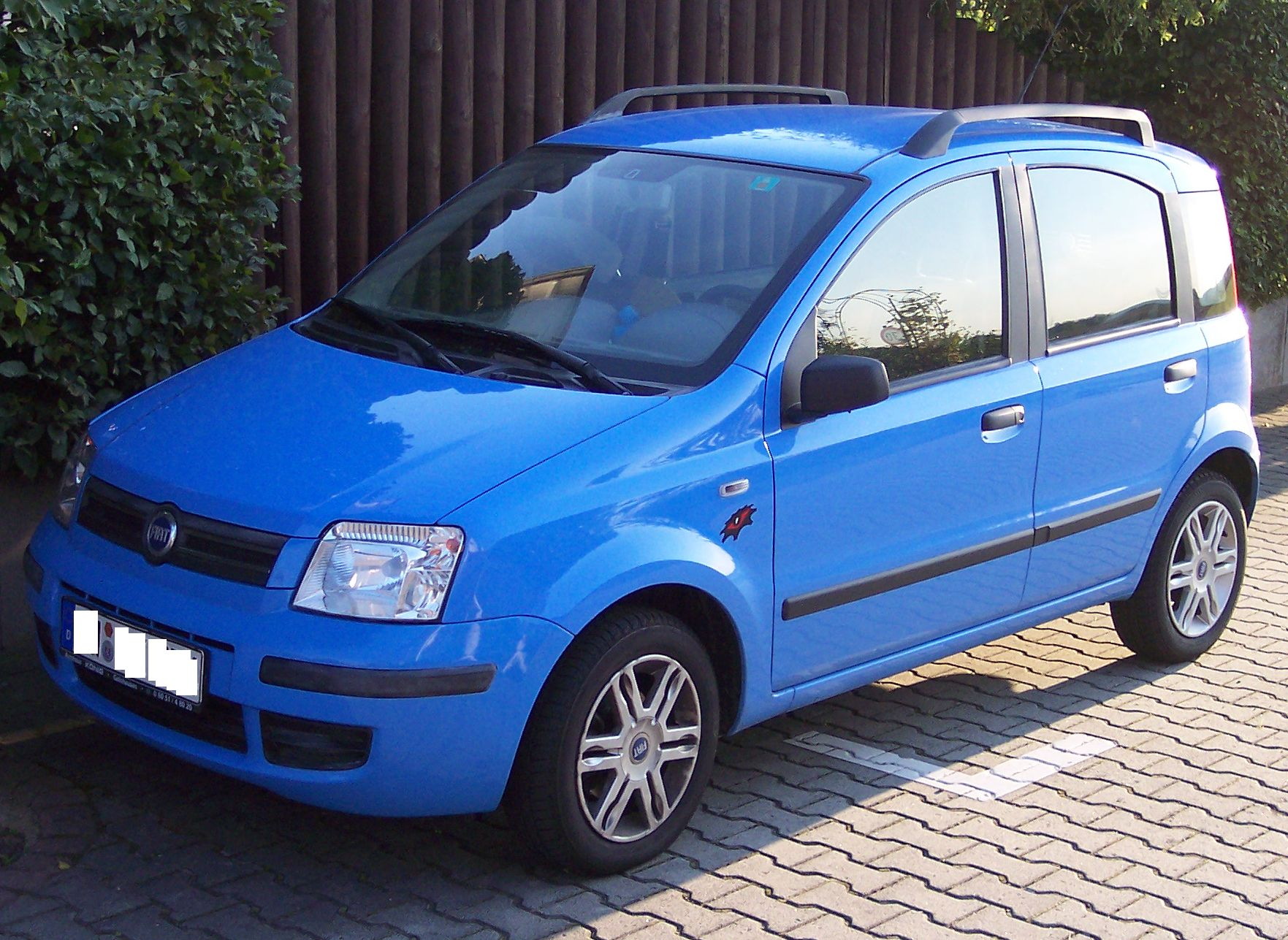
Panda II

La remplaçante de la Panda, qui devait s'appeler Gingo à l'origine, reprend le nom de sa devancière Panda, Renault s'y étant opposé à cause d'une ressemblance avec le nom de sa Twingo.
Présentée le 1er octobre 2003, la nouvelle Panda reprend l'esprit compact de sa devancière. Elle est déclinée en version 5 portes. Uniquement fabriquée dans les usines Fiat de Pologne, elle devient très rapidement un gros succès commercial.